# Korčula
Korčula [ˈkɔːrtʃula] (italienisch Curzola, altgriechisch Μέλαινα Κόρκυρα Melaina Korkyra „Schwarzes Korfu“ [nach den dunklen Kiefernwäldern], daher auch lateinisch Corcyra Nigra) ist eine zu Kroatien gehörende Insel in der Adria vor der Küste Süddalmatiens mit etwa 15.000 Einwohnern. Geologisch ist sie Teil des Dinarischen Gebirges.
Die schmale, knapp 47 km lange und bis zu 7,8 km breite Insel erstreckt sich auf einer Fläche von knapp 280 km² in west-östlicher Richtung. Sie ist auf der Osthälfte weniger fruchtbar, doch befindet sich dort die Stadt Korčula, in der etwa ein Viertel der Bevölkerung lebt. Hingegen sind die mehr als die Hälfte der Insel bedeckenden Wälder vornehmlich der Westhälfte seit dem Hochmittelalter gepflegt worden, und so profitieren Ackerbau und Viehhaltung dort stärker von dem milden Klima. Das Gleiche gilt für die artenreiche Flora und Fauna. Die vier Dörfer des Westens bilden seit jeher ein politisches und wirtschaftliches Gegengewicht gegen die einzige Stadt der Insel, wo sich allerdings seit langer Zeit das administrative Zentrum befindet.
Besiedelt ist Korčula mindestens seit der letzten Kaltzeit durch Jäger, Sammler und Fischer, als die heutige Insel – bei einem über 100 m tieferen Meeresspiegel – noch ein Hügel in einer weitläufigen Ebene war. Spätestens ab dem 5. Jahrtausend v. Chr. lebten dort Bauern, der ansteigende Meeresspiegel hatte aus dem Hügel eine Insel gemacht. Der Überlieferung nach entstand im frühen 6. Jahrhundert v. Chr. die Inselhauptstadt als griechische Kolonie, die später fast ein Jahrtausend lang zum Römischen, bzw. Oströmischen Reich gehörte. Benachbarte Mächte, wie Ungarn, Venedig, aber auch wieder Ostrom-Byzanz okkupierten die Insel, wobei sich diese dennoch über mehrere Jahrhunderte großer Autonomie erfreute. Auch als die Insel 1420 endgültig an Venedig kam – sie hatte sich Venedig freiwillig unterstellt –, blieben die inneren Verhältnisse davon nur wenig berührt. Die Gesellschaft blieb in städtische Patrizier und die überwiegend ländliche Bevölkerung der vier Dörfer im Westen geteilt. Erst die Kämpfe zwischen Venedig und dem Osmanenreich veranlassten ersteres die Inselhauptstadt massiv zu befestigen und die Bevölkerung stärker in das Kolonialsystem einzubinden. 1797, nach dem Ende der Republik Venedig, kam Curzola, wie die Insel zu dieser Zeit meist noch genannt wurde, an Frankreich, dann für zwei Jahre an Großbritannien, blieb von 1815 bis 1918 österreichisch. Schließlich kam die Insel 1918 an Jugoslawien. Seit 1991 ist sie kroatisch und gehört zur Gespanschaft Dubrovnik-Neretva. Neben einer Außenstelle des Staatsarchivs Dubrovnik in Žrnovo befinden sich in Blato und Lumbarda zwei weitere Archive auf der Insel.

## Geographie

### Überblick

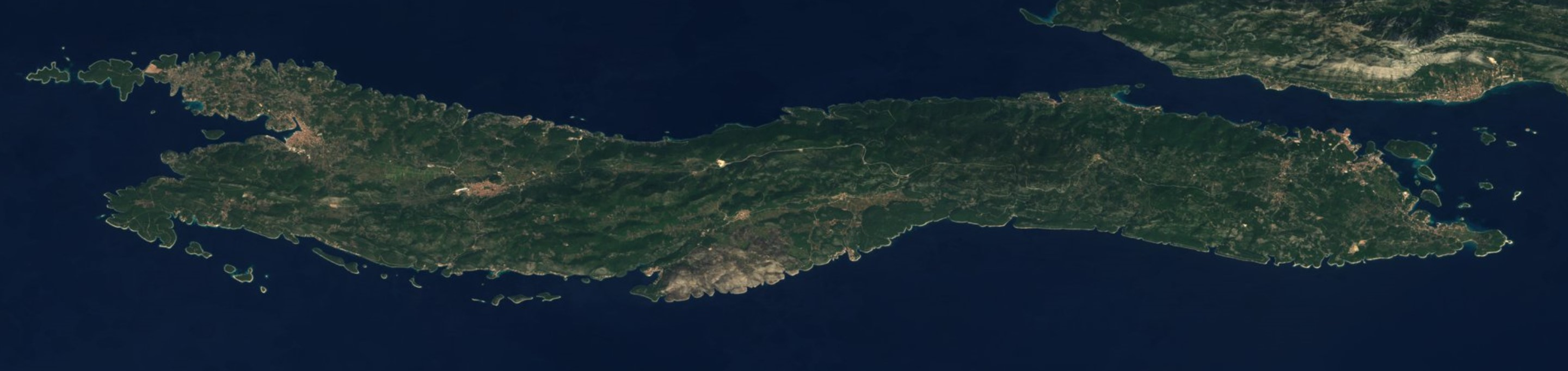
Satellitenbild der Insel

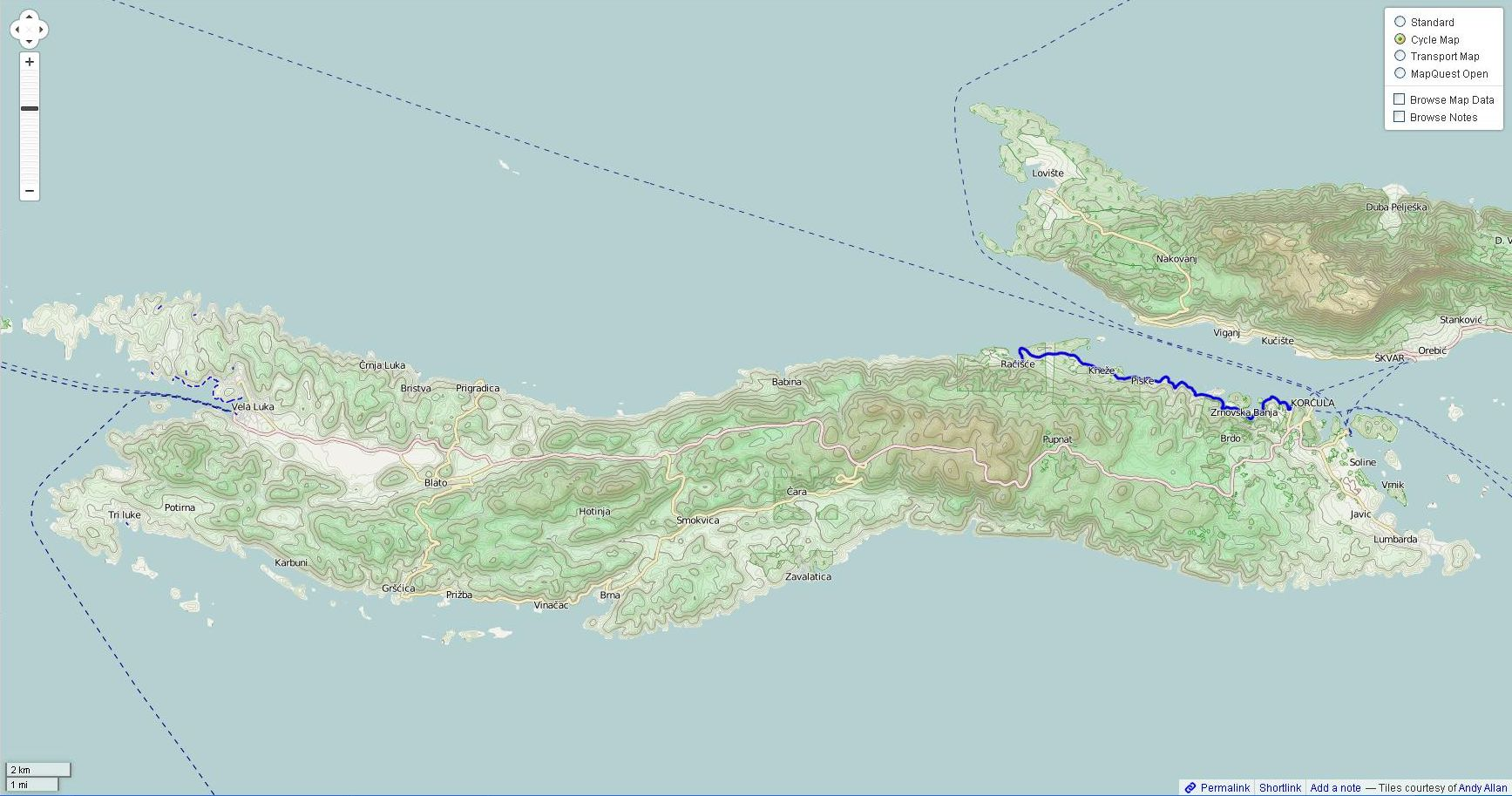
Übersichtskarte

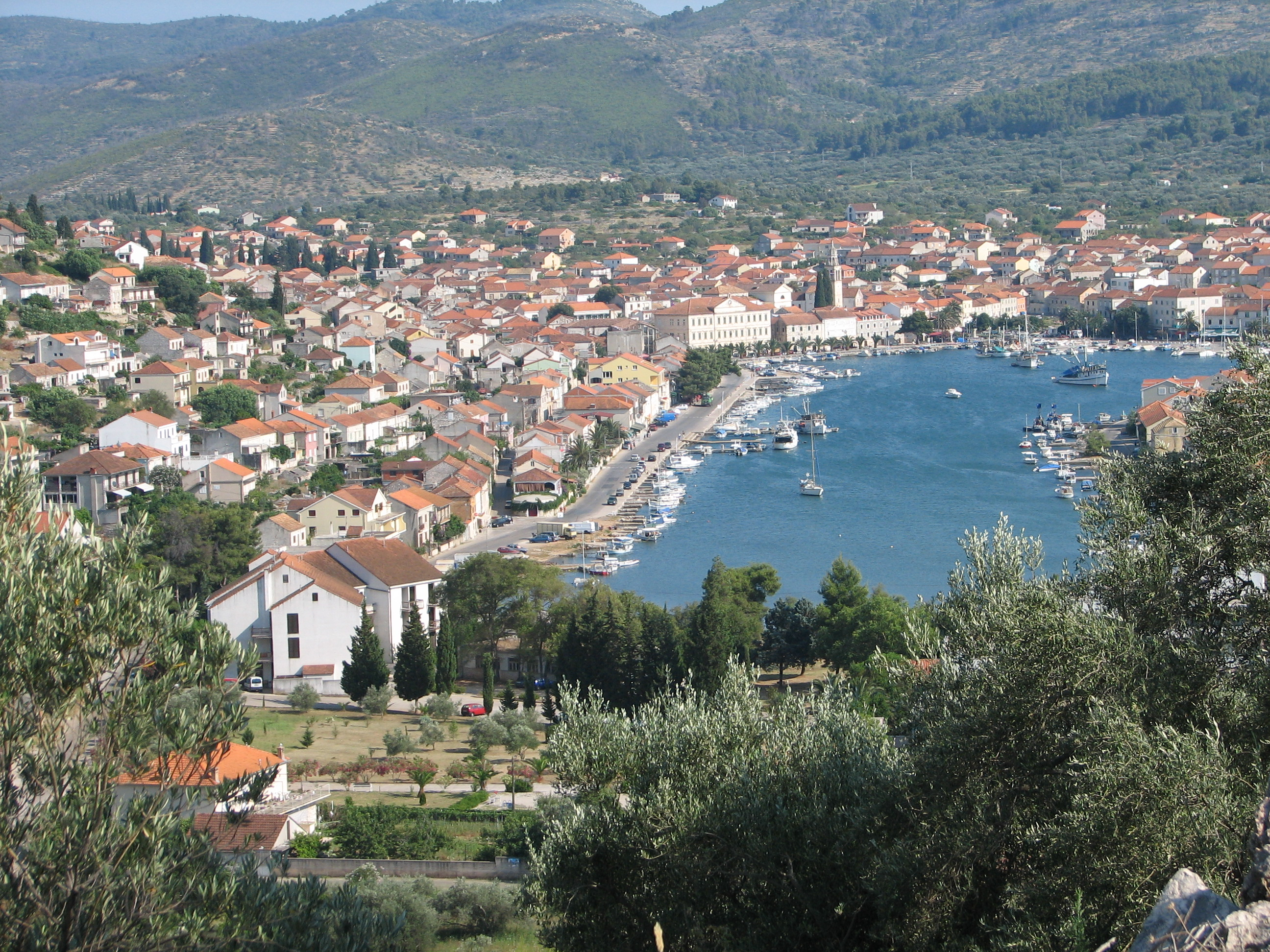
Blick über Vela Luka, 2006

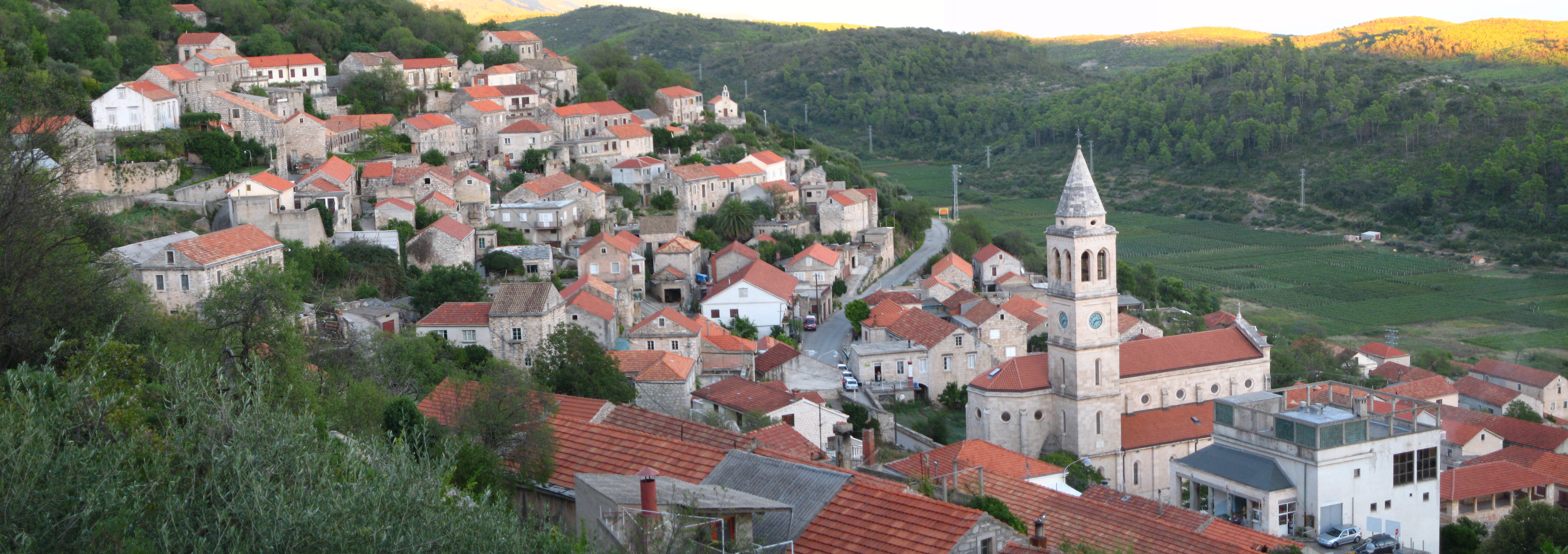
Smokvica, 2006

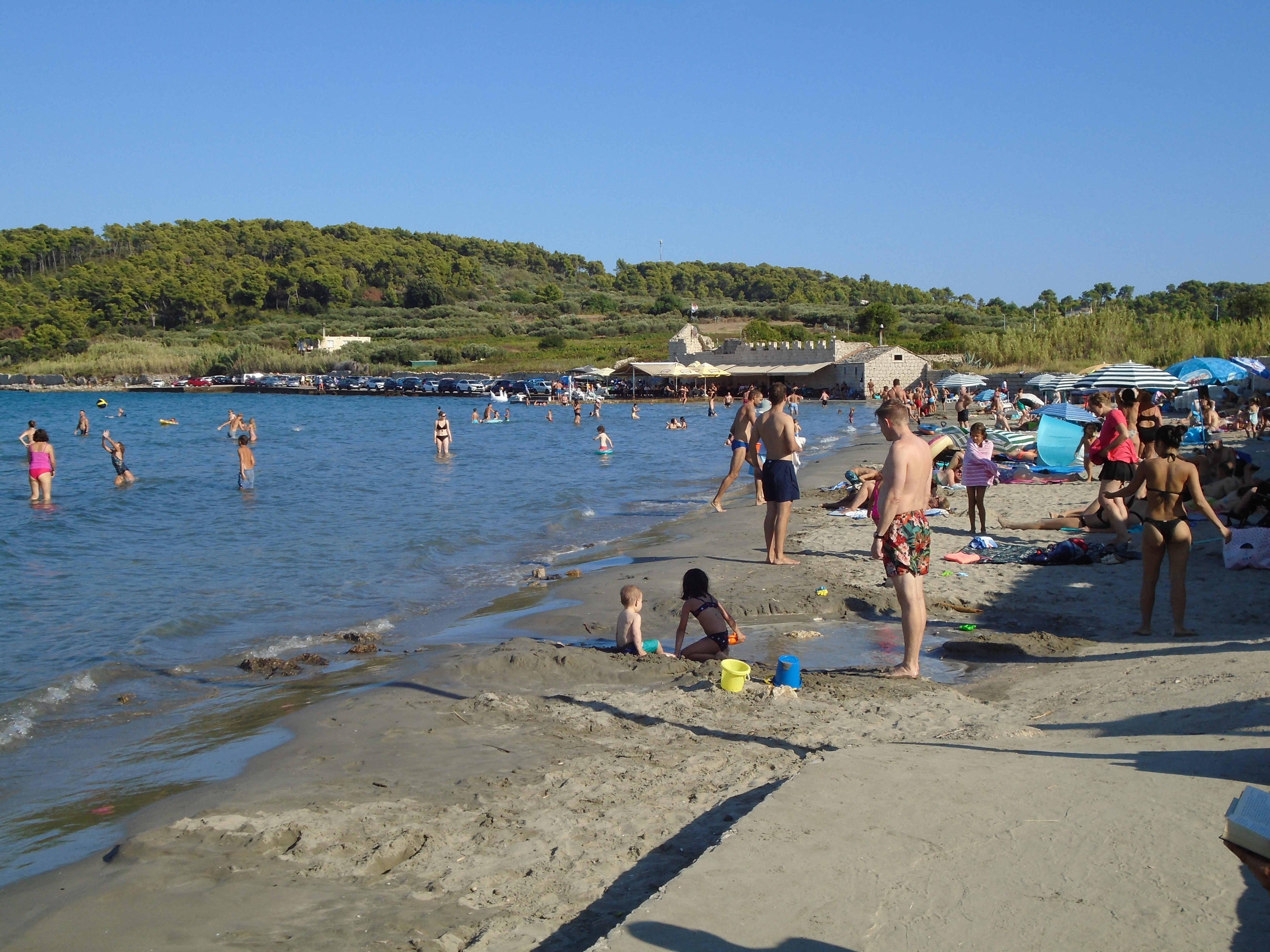
Blick über den Sandstrand Bilin Žal bei Lumbarda

Korčula hat eine Fläche von 279,03 km² (nach anderen Angaben 271,47) und ist dabei 46,8 km lang und 5,3–7,8 km breit; die Durchschnittsbreite beträgt 6 km. Dabei erstreckt sich die Insel von West nach Ost. Der Pelješkikanal zwischen Korčula und der Halbinsel Pelješac ist etwa zwei Kilometer breit, die Entfernung zum Festland beträgt an der schmalsten Stelle 1,27 km. Die Gewässer um die Insel sind bis zu 75 m tief.
Die für den Mittelmeerraum überraschend waldreiche Insel – Schutzmaßnahmen seit dem Hochmittelalter sorgten für die Erhaltung der Wälder – teilt sich in eine fruchtbare westliche und eine etwas kargere, gebirgigere östliche Hälfte, wobei das Relief der Insel von einer Hügelkette dominiert wird. Von dieser Kette reichen zahlreiche Karsttäler hinab bis an den Küstensaum. Die höchsten Erhebungen sind die Berge Klupca mit 569 m und Kom mit 510 m, den Westen der Insel dominiert dagegen der 376 m hohe Hum. Durchschnittlich erhebt sich die Insel 145 m über den Meeresspiegel. Die Küstenlinie erstreckt sich über eine Länge von 190,74 km. Die Entstehung der Formation reicht in eine Epoche vor 145 bis 70 Millionen Jahren zurück.
In östlicher Richtung reichen die Täler von Močila über Dubrava, das Žomovsko Polje, Gornje Blato, Donje Blato bis zum sandigen Lumbardsko Polje an der Ostspitze. Die häufigen, als Polje bezeichneten, talartig gewundenen Depressionen mit massigen Sedimentfüllungen, sind als landwirtschaftliche Flächen und Wasserreservoir von besonderer Bedeutung. In der westlichen Hälfte, auf der Nordseite der Hügel, reihen sich Täler von Kapja über Krtinja Mševo bis in das größte Inseltal, das oft schlammige Bato Polje, und weiter von dort über Kruševo und Vrbovica bis zur Bucht von Vela Luka. Auf der Südseite reichen die Täler von Konopljica über das Čarsko Polje, Smokvičko Polje und Sitnica Polje bis nach Gornji Lov. Die westliche Hälfte Korčulas ist von den sich westlich des Dorfes Smokvica nach Westen hin öffnenden und abflachenden Hügeln geprägt, zwischen denen weitläufige Täler und Ebenen mit Feldern, Weiden, Weingärten und Wäldern hervortreten. Die wichtigsten Agrarflächen sind die besagten Poljen mit ihrer terra rossa. Die vier größten Poljen sind Blato Polje (2,19 km², seit 1912 mit einem Kanalsystem entwässert, landwirtschaftliche Nutzung), dann Velika und Mala Kapja (1,37 km², im Westen), Čarsko (1,35 km², im mittleren Süden, das Wasser wird fast nur für den Weinbau genutzt) sowie Donje Blato Polje (1,0 km², ganz im Osten, südlich des Hauptortes gelegen).
Die östliche Hälfte der Insel umfasst dagegen das Zentrum der Hügelkette – die dortigen Karstgebiete mit ihren felsigen und trockeneren Böden ließen hier, im Gegensatz zum Westen, weniger Raum für Landwirtschaft; das gilt umso mehr für die küstennahen, sandigen Gebiete. Der Karst birgt alle typischen Formen, neben den besagten Poljen auch Höhlen, unterseeische Quellen, Trockentäler usw.
Obwohl die Insel, im Gegensatz etwa zu Brač, ein urbanes Zentrum aufweist, nämlich die im Osten der Insel gelegene kleine Stadt Korčula, wurde die Ökonomie von der Landbevölkerung dominiert.

### Klima und Wasserversorgung
Typisch für die Inseln ist die Bora, ein kalter und trockener Nordostwind, der oftmals Tage anhält und der vom Festland weht. Hingegen weht der feuchtwarme Schirokko („jugo“), der am häufigsten weht, von Südosten, schließlich der Mistral von Nordwesten. Letzterer bringt Erfrischung im Frühjahr und Sommer, während die beiden erstgenannten Winde überwiegend in der kalten Jahreszeit wehen.
Im mediterranen Klima mit seinen stark schwankenden Niederschlägen und im Sommer hohen Temperaturen stellt der Mangel an Wasser ein Problem dar, zumal schon 2011 jährlich 150.000 Touristen die Insel besuchten, bei insgesamt 750.000 Touristentagen.
Das Klima ist allerdings mild, die Durchschnittstemperatur beträgt im Januar 9,8 °C (in der Stadt Korčula) und im Juli 26,9 °C. Die durchschnittliche Niederschlagsmenge beträgt 1100 mm. Im Frühjahr und Sommer fällt meist sehr wenig Regen. Es werden rund 2700 Sonnenstunden im Jahr (in Vela Luka) verzeichnet. Auf den höheren Bergen fällt manchmal Schnee, der jedoch nach kurzer Zeit abtaut.
Seit 1948 werden die Daten regelmäßig an den Messstationen Korčula und Vela Luka erfasst. Hinzu kommen fünf Regenmessstationen in Čara, Blato und Pupnat (in 320 m Höhe). Zwischen 1948 und 2008 ergaben sich als Extremwerte −4,5 und −7,8 °C an der Messstation Korčula, bzw. Vela Luka, die entsprechenden Höchstwerte lagen bei 37,0 und 39,0 °C. Die entsprechenden durchschnittlichen Januarwerte lagen bei 9,0 und 7,5°, der heißeste Monat war der Juli mit 25,1 und 24,8 °C als Durchschnittswerte. Im Schnitt ergab sich dabei ein jährlicher Anstieg in Korčula um 0,0185 °C, während im Westen, wo sich der Einfluss der Adria stärker bemerkbar macht, die Temperatur geringfügig sank. Der Anstieg begann dabei erst in den 1980er Jahren. Zugleich wuchs die Temperaturdifferenz zwischen West und Ost von 0,37 auf 1,34 °C an. Im Gegensatz zu den Nachkriegsjahren ist der Osten inzwischen wärmer als der Westen der Insel.
Die Niederschlagsmenge im Osten liegt 211 mm höher als im Westen, wobei sie tendenziell abnimmt. Sie lag im Schnitt bei 838 mm in Vela Luka und bei 1049 mm in Korčula. Der Durchschnittswert lag zwischen 1948 und 2010 bei 924 mm. 68 % der Niederschläge fallen zwischen Oktober und März, zwischen Juni und August hingegen nur 12 %, in manchen Sommern fällt praktisch kein Niederschlag.
Insgesamt leidet die Insel unter Trockenheit, definiert als eine Menge unterhalb von 25 mm Niederschlag pro Monat. Dabei sickert das Wasser schnell in den karstigen Untergrund ein. Auf der Insel bestehen etwa 20 Tümpel und kleine Seen, von denen einige im Sommer trockenfallen. Hinzu kommen 15 Poljes. Die Grundwasserreserven sind begrenzt, bei geringen Niederschlägen steigt zudem der Salzwasseranteil im karstigen Untergrund, wenn die Brunnen zu nahe an der Küste liegen. Das Grundwasserreservoir, meist in Form einer Süßwasserlinse, wird nur in Blato Polje in größerem Maße genutzt (über eine Million m³ pro Jahr, im Sommer ist das Wasser allerdings brackig, also für die Landwirtschaft ungeeignet, da Meerwasser eindringt). Wegen Verschmutzung wurde der Brunnen in Velo Polje aufgegeben. Im Gebirge bestehen vier Grundwasserbrunnen. Ihre Gesamtleistung beträgt 65 l/s. Fragen des Wassermanagements sind bei knappen Ressourcen für die Insel von zentraler Bedeutung.

### Geologie

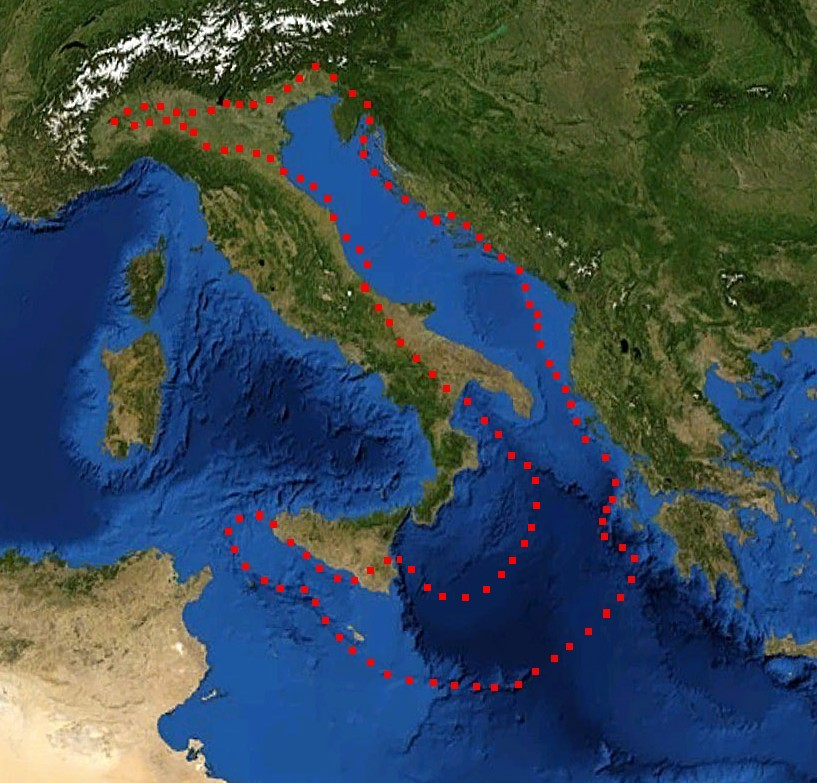
Grenzverlauf der Adriatischen Platte

Korčula ist Teil der Dinarischen Tektonischen Region und besteht überwiegend aus Kalkstein und Dolomit. Die Adriatische Platte wurde bei ihrer Nordwärtsbewegung unter die Eurasische Platte subduziert, während das Dinarische Gebirge entstand.
Während der Kaltzeiten wurden die Oberflächengesteine überformt. Während der maximalen Vergletscherung der Nordhalbkugel während der letzten Kaltzeit lag der Meeresspiegel mehr als 100 m unter dem heutigen Niveau. Damit waren die Inseln Hügel in einer weitläufigen Graslandschaft, die die heutige nördliche Adria ausfüllte. Während die nördliche Adria also weitgehend trocken lag, verlief die Mittelmeerküste entlang des Kanals zwischen Lastovo und Korčula.

## Die Hauptstadt und die Dörfer, Landwirtschaft

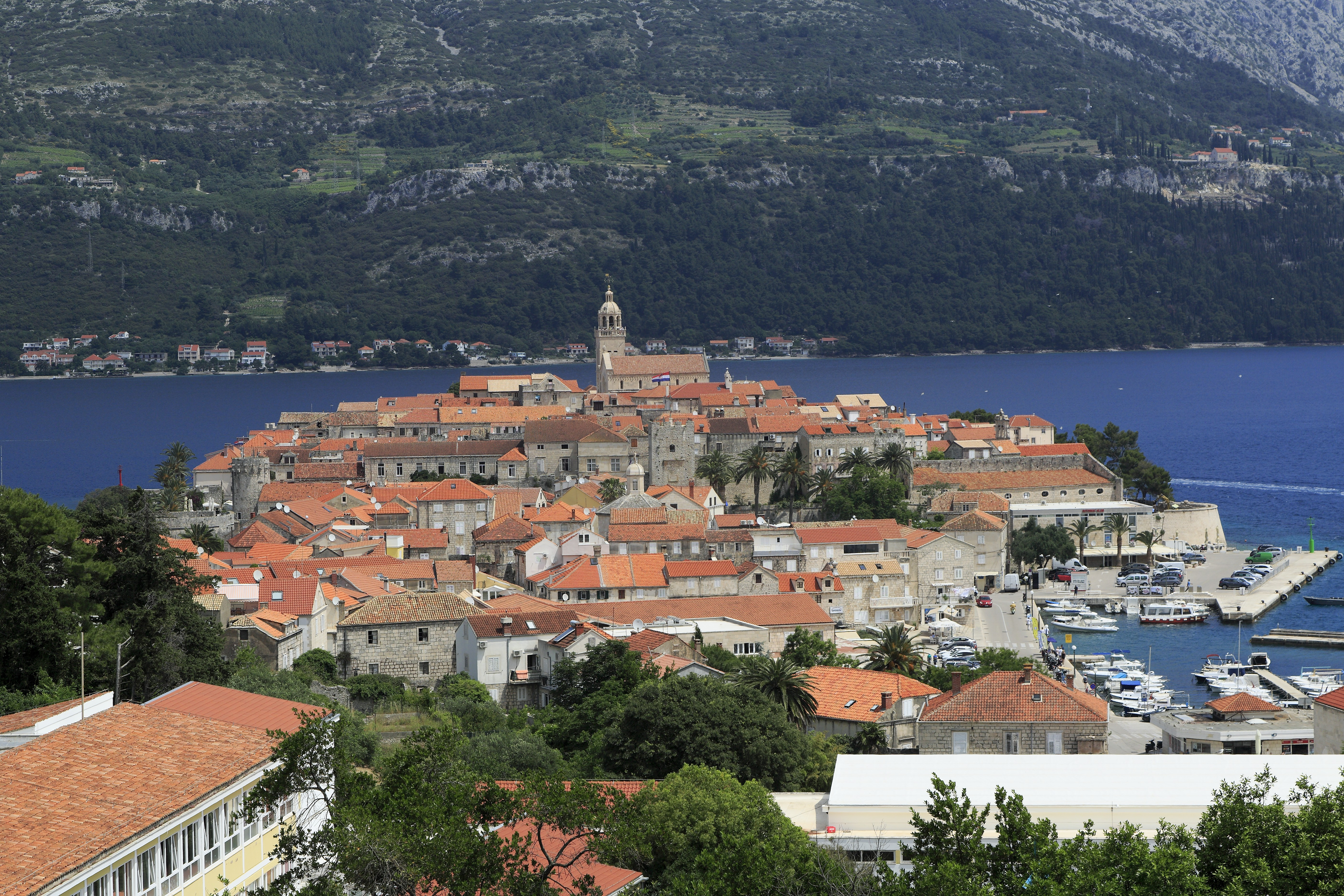
Die Kernstadt Korčula

Der größte Ort auf Korčula ist die Stadt Korčula mit mehr als 3.000 Einwohnern.
Im Gegensatz zu anderen Inseln war die Stadt Korčula zwar das administrative Zentrum der Insel, doch vier Dörfer bildeten ein wirtschaftliches, aber auch politisches Gegengewicht. Das größte unter diesen Dörfern war seit jeher Blato im Westen der Insel. 1553 registrierte ein Venezianer bereits 220 Haushalte. An der Südseite der zentralen Hügelkette, kurz vor dem Übergang zum weniger fruchtbaren Osten, befinden sich die beiden Dörfer Smokvica und Čara. Žrnovo liegt hingegen nur wenige Kilometer südwestlich der Hauptstadt. Vela Luka liegt im Westen der Insel. Weitere Orte sind Pupnat und Lumbarda, der Name des letzteren Ortes geht auf Lombarden zurück.
Seit Mitte des 20. Jahrhunderts ist die Landwirtschaft rückläufig. Der Wald und Buschwerk haben sich zum Teil das ehemals bearbeitete Land zurückgeholt. Insbesondere die Aleppokiefer breitet sich auf den Terrassenfeldern aus, die aufgegeben worden sind. Seit dem 18. Jahrhundert wurden exotische Pflanzen eingeführt, wie etwa Blauregen, Oleander, Eukalyptus, vor allem aber Opuntia ficus-indica aus der Familie der Kakteengewächse, die aus Indien stammt. Sie wächst inzwischen überall an der felsigen Küste.
Von größerer Bedeutung für die Wirtschaft der Insel ist der Weinbau und die Gewinnung von Olivenöl, wobei organisches Olivenöl zunehmend auf den Markt gelangt. Mit Grk besitzt die Insel eine Weinrebe, die nur dort angebaut wird, vornehmlich um Lumbarda.

## Flora und Fauna
Korčula zeichnet sich durch eine ungewöhnlich reiche mediterrane Flora aus. Mit Stand 2012 waren über 61 % der Insel mit Wald und Buschwerk bedeckt. Die Insel gilt sogar als diejenige, deren Waldbestände am besten unter den Inseln Dalmatiens erhalten sind, was wiederum der Fauna zahlreiche ökologische Nischen anbietet.
Zu den wichtigsten Baumarten zählen: Steineiche, Mittelmeer-Zypresse, Aleppo-Kiefer, Pinie, Europäische Schwarzkiefer, Olivenbaum, dann Myrtel, Echter Lorbeer, Mastixstrauch, prägend sind darüber hinaus Baumheide, Raue Stechwinde, Westlicher Erdbeerbaum, Terpentin-Pistazie, Lorbeerblättriger Schneeball, Phönizischer Wacholder oder Christusdorn (Paliurus), aber auch Quercus prinoides (eine Eichenart), darüber hinaus Gemeiner Wacholder und Oleander. Die Schwarzkiefern, wie überhaupt der für das Mittelmeer ungewöhnlich dunkle Wald auf der Insel, waren wohl der Grund für die frühe Bezeichnung als „Schwarzes Korfu“.

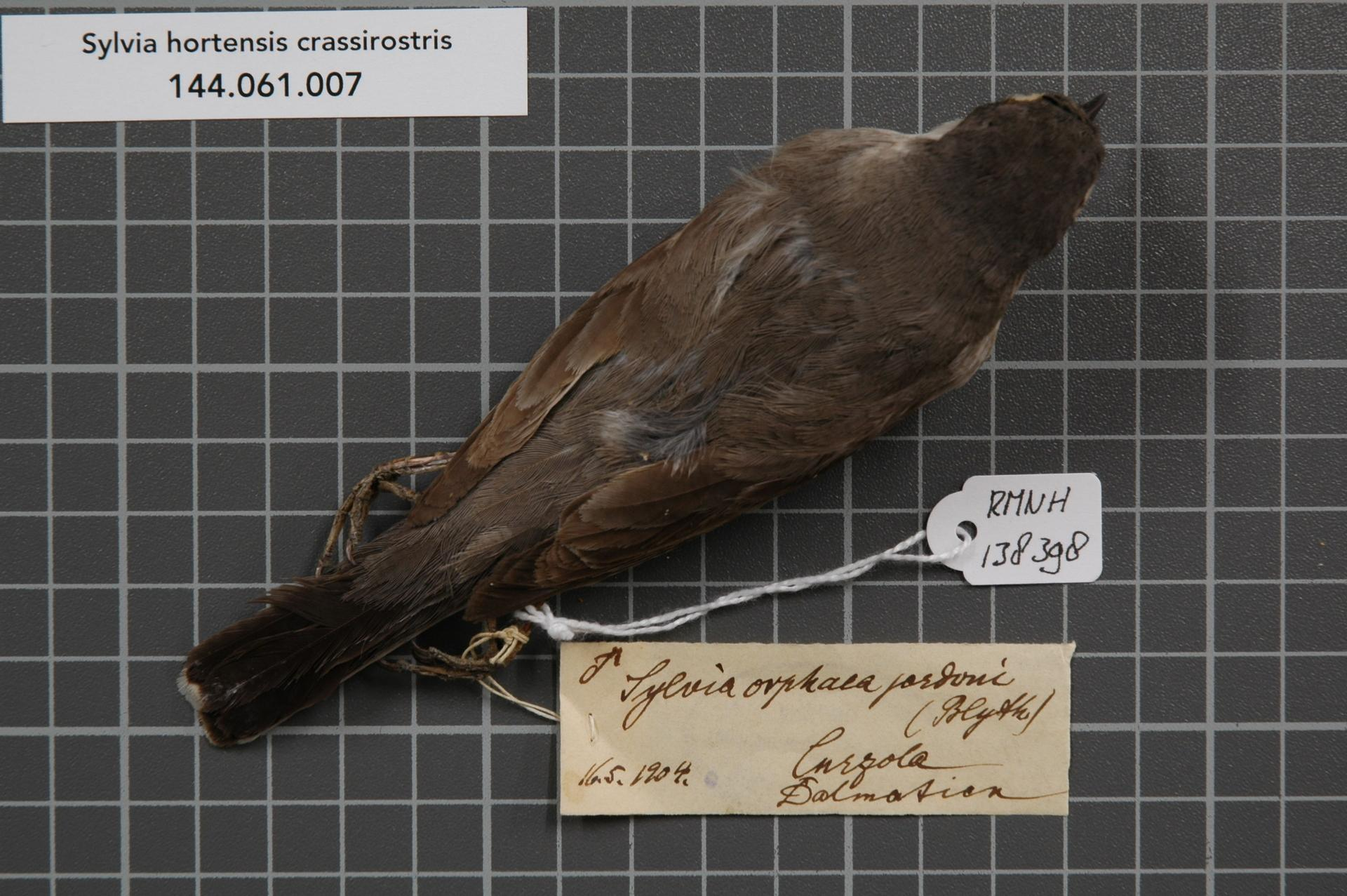
Eine Unterart der Orpheusgrasmücke (Sylvia hortensis crassirostris), 1827

Untersuchungen in den Jahren 2011 bis 2017 wiesen auf Korčula 53 Schmetterlingsarten nach. Bekannt waren bis dahin nur 32. Weitere sieben Arten sind nur aus der Literatur bekannt. Von allen Inseln in der Adria beherbergen nur Cres, Lošinj, Krk und Brač noch mehr Arten. Zu den nachgewiesenen Arten zählen auch seltene, wie Iolana iolas, ebenso wie der Zwerg-Bläuling, der Kleine Fuchs, das Weißkernauge und der Zweibrütige Würfel-Dickkopffalter.
Auf der Insel leben zahlreiche Insektenarten, auch Schlangen, wie die Vierstreifennatter, ebenso wie die Panzerschleiche, die keine Schlange ist, sondern die zu den Schuppenkriechtieren zählt. Daneben existieren Schleiereule, Fasan und, ebenso eingeführt wie das Wildschwein, die Stockente. Unter den Vögeln existiert eine Unterart des Fahlseglers, nämlich Apus pallidus illyricus. Dieser adriatische Endemit wurde bereits 1870 beschrieben, kurz nach 1900 auf Korčula nachgewiesen. Doch wurde er wieder vergessen und nur wenige Exemplare existieren noch in Museen.
Auf der Insel leben elf landbewohnende, nicht fliegende Säugetierarten, deren Dichte auf Korčula unter den Adriainseln am größten ist. Diese Arten sind zunächst die Gartenspitzmaus, die Westliche Felsenmaus, die Wald- und die Hausmaus. Auch die Hausratte kam auf die Insel, auf der der Siebenschläfer und der Gartenschläfer aus der Familie der Bilche existiert, dann der Feldhase, schließlich der Goldschakal, der Steinmarder und sogar der Goldstaubmungo, früher auch Goldstaubmanguste genannt.
In den Gewässern um die Insel finden sich die für die Adria typischen Fischarten, aber auch Meeressäuger. 2023 erschienen fünf Pottwale vor Korčula.

## Geschichte

### Urgeschichte

#### Jäger und Sammler (vor 20.000 Jahren), Tonfigurinen

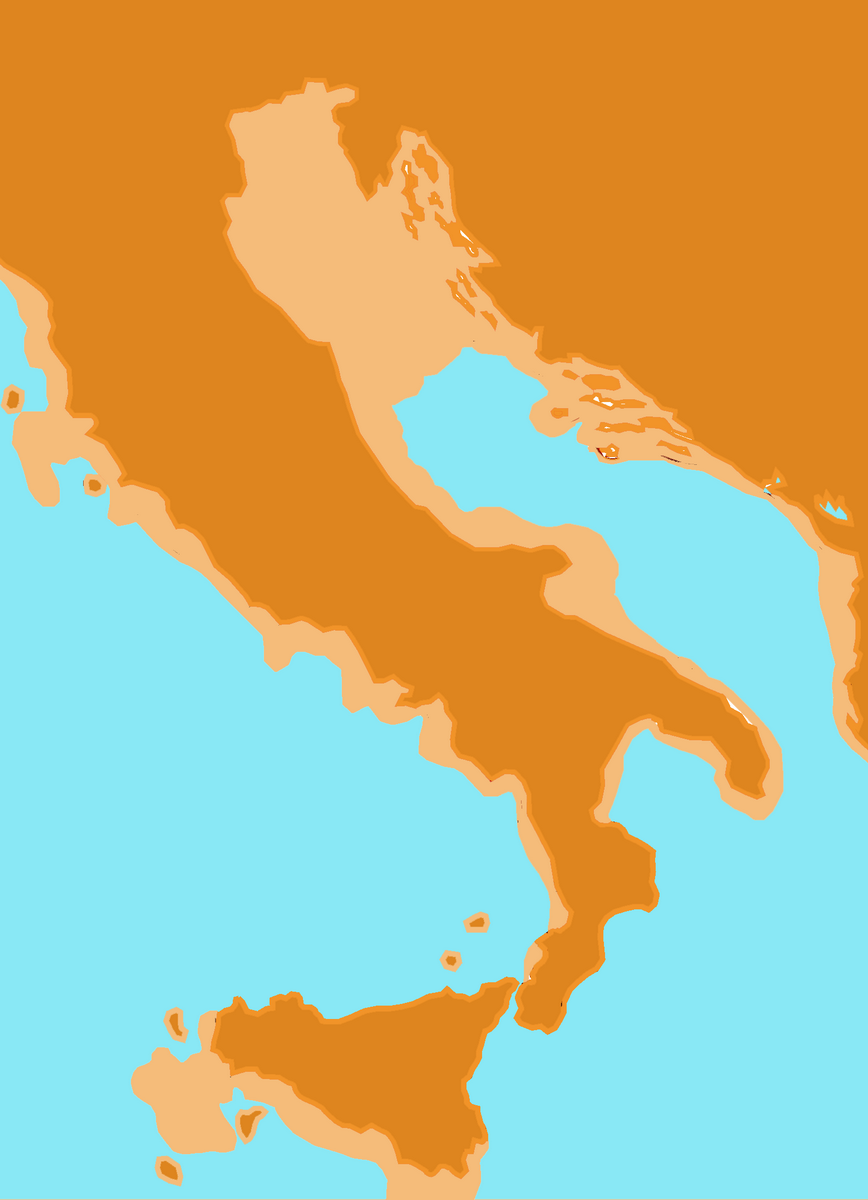
Korčula war zur Zeit der letzten Maximalausdehnung der Gletscher ein Hügel am Rande der Adria, deren Norden eine ausgedehnte Graslandschaft darstellte

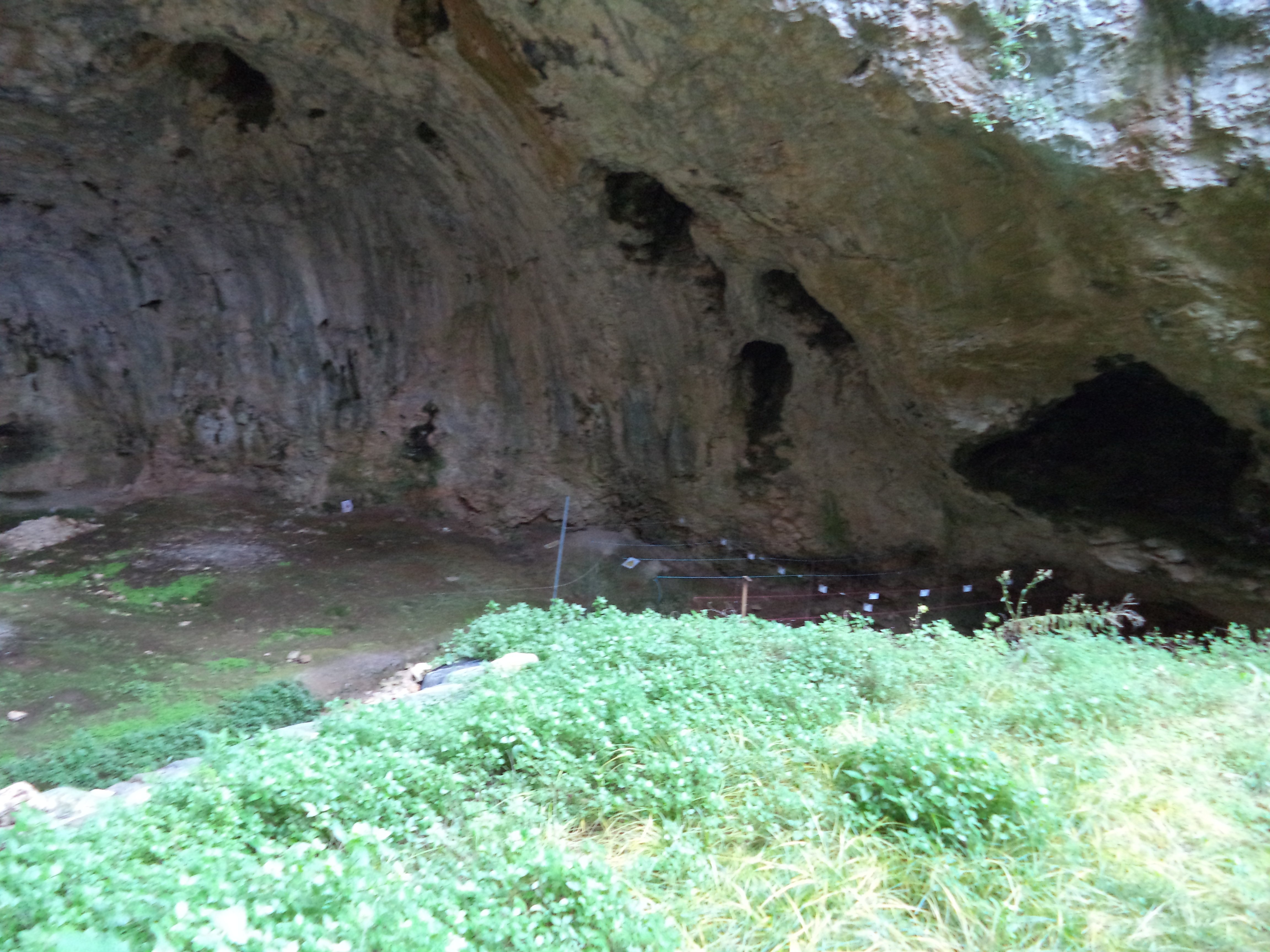
Vela Spila, die ‚Große Höhle‘

Wichtigste archäologische Fundstätte auf der Insel ist die Höhle Vela Spila (auch Vela špilja), die 1853 zum ersten Mal erwähnt wird. Sie wird seit Anfang der 1950er Jahre untersucht, zunächst von Marinko Gjivoje, Boris Ilakovac und Vinko Foretić, deren Publikation Grga Novak 1951 veranlasste, die Höhle systematischer anzugehen. Systematische Grabungen begannen allerdings erst 1974. Nach Novaks Tod setzte Božidar Čečuk, ab 1986 zusammen mit Dinko Radić die Arbeiten fort. Bis 2005 wurde der jungpaläolithische Horizont erreicht. Die Schichten 8–1 entsprechen dabei den Epochen Jungpaläolithikum (Epigravettien), Mesolithikum, Früh-, Mittel- Spätneolithikum, Eneolithikum, Frühe Bronzezeit, Späte Bronzezeit.
Damit war die Höhle neben Kopačina auf Brač die älteste Fundstätte auf den zentralen kroatischen Inseln, wobei der Fels noch immer nicht erreicht war. Die ältesten Funde in 7,45 m Tiefe wurden auf die Zeit zwischen 18.000–16.700 und 13.500–12.600 v. Chr. datiert, also in die Würm-Kaltzeit. Zu dieser Zeit lag der Meeresspiegel über 100 m tiefer als heute, die heutigen Inseln waren Hügel in einer Ebene. Die Bewohner waren Jäger (vor allem Rotwild und Pferde) und Sammler. Flint, ein wichtiges Rohmaterial für ihre Werkzeuge, brachten sie aus Mala Palagruža auf ihren Hügel. 2012 wurden 36 Figurinen und -fragmente entdeckt, die zwischen 17.500 und 15.000 BP entstanden waren. Sie sind die einzigen paläolithischen Tonfigurinen in Südosteuropa, sieht man von Klisoura ab. Etwa 2500 bis 3000 Jahre später scheint diese vor Ort entwickelte Technik wieder verloren gegangen zu sein.

#### Fischer (ab 8. Jahrtausend v. Chr.)
Im Laufe des Mesolithikums stieg der Meeresspiegel an, so dass Korčula nun eine Insel war. Die Bewohner stellten sich auf Meeresfrüchte und Fische um. Der Vorrang von Thun- und Schwertfisch deutet auf Hochseefischerei hin. Die Flintbearbeitung erreichte nicht mehr das jungpaläolithische Niveau. Im hinteren Teil der Höhle fanden sich vier kleine, mit Steinkreisen umgebene Gräber für Kinder, die zwischen wenigen Monaten und dreieinhalb Jahren alt waren. Im Jahr 2009 wurden diese vier Ende der 1980er Jahre entdeckten Kinderskelette in die Zeit vor mehr als 9000 Jahren datiert.
Dabei blieben diese Fischer des 8. Jahrtausends v. Chr. nicht während des gesamten Mesolithikums. So blieb die Höhle vor dem Neolithikum einige Zeit ungenutzt.

#### Bäuerliche Lebensweise, neolithische Siedlung, Kupferzeit (6.–4. Jahrtausend v. Chr.)
Die frühesten Bauern des Neolithikums verfügten über die typische Keramik, die Impressoware (Cardial- oder Impressokultur). Die Besiedlung blieb nun ohne Unterbrechung, der Einfluss benachbarter Kulturen, wie der Hvar-Kultur ist nachweisbar. Allerdings waren bis 2021 nur Höhlenfunde aus dieser Zeit bekannt.
In diesem Jahr wurde durch Unterwasserarchäologen begonnen, eine Siedlung vor der Ostküste der Insel zu erschließen, die um 4000 v. Chr. bestanden hat. Die Inseln der Region handelten wohl mit Obsidian von Lipari, bezogen aber auch Flint vom Monte Gargano in Apulien. 2021 wurde die heute unter Wasser liegende Insel Soline von Archäologen unter Leitung von Mate Parica von der Universität Zadar entdeckt. 2023 wurde ein in etwa 4–5 m Tiefe entdeckter Straßenabschnitt freigelegt, der auf 4900 v. Chr. datiert wurde. Auf der anderen Seite von Korčula, in der Bucht von Gradina, nahe Vela Luka gelegen, fand dasselbe Grabungsteam eine ähnlich alte Siedlung.
Der Fundplatz Nakovana, der der Nakovana-Kultur den Namen gab, befindet sich auf Pelješac. Zwei der drei bis 1970 bekannten Höhlenfunde der Kupferzeit befanden sich auf Hvar, daher sprach man auch von der Hvar-Kultur. Viele Archäologen glaubten, dass jede Abweichung vom lokal Bekannten einen Einfluss der höheren Kulturen des östlichen Mittelmeerraumes oder des übrigen Balkans darstellte. Doch stellte sich die Eigenständigkeit der Nakovana-Kultur seit dem späten Neolithikum heraus. Bei Nakovana fand man 2010 erstmals Idole in Dalmatien, die sich der Kupferzeit zuordnen ließen. Auf einem Grab fand man die Darstellung eines apulischen Fahrzeugs, die auf die Zeit zwischen dem 7. und dem 5. Jahrhundert v. Chr. datiert wurde. Wahrscheinlich lag der Übergang vom Neolithikum zur Kupferzeit nach 4200 v. Chr. und vor 3650 v. Chr.

### Griechische Kolonien (Anfang 6. Jahrhundert v. Chr.), Illyrer

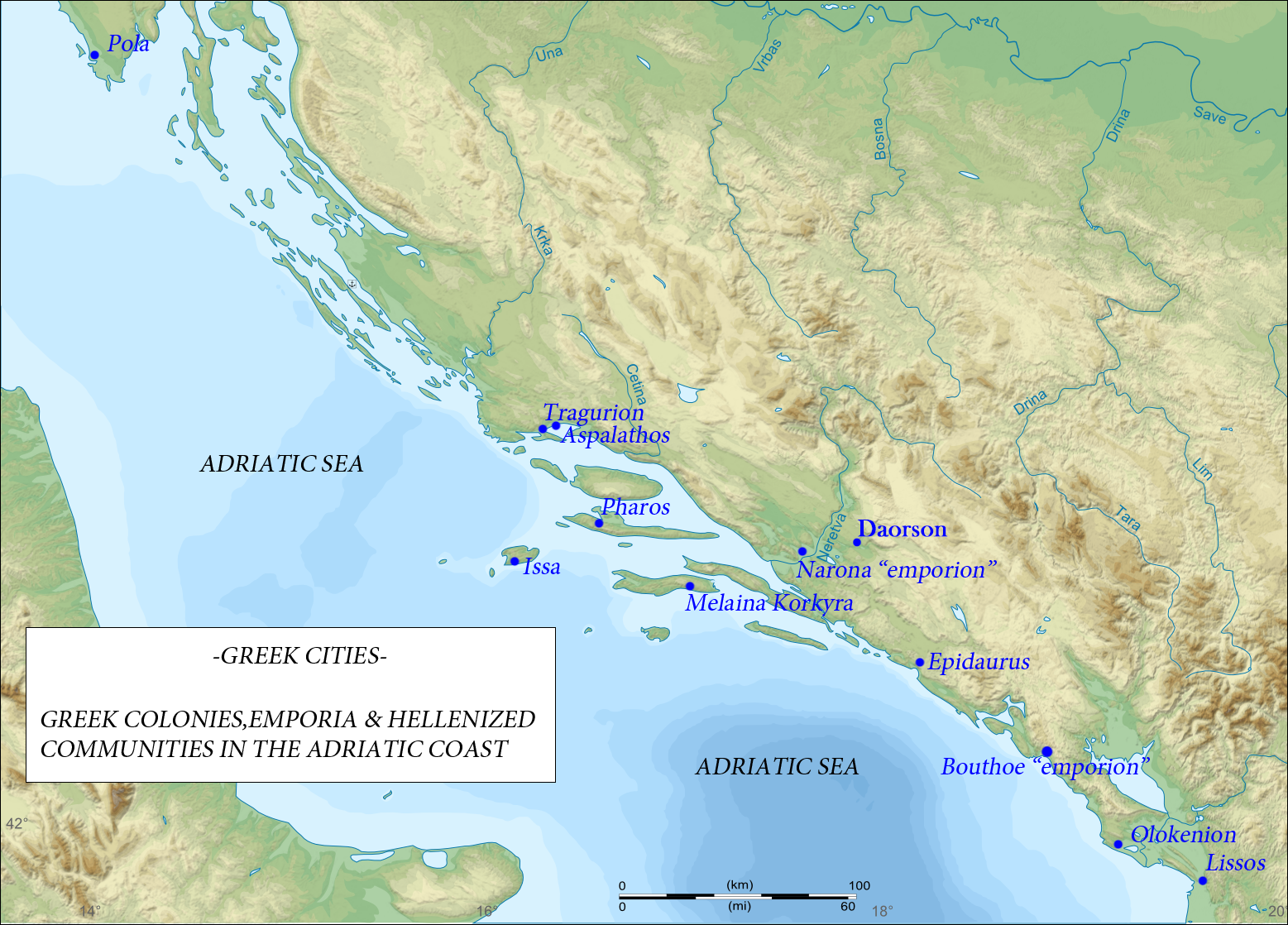
Griechische Gründungen und hellenisierte Städte an der östlichen Adria

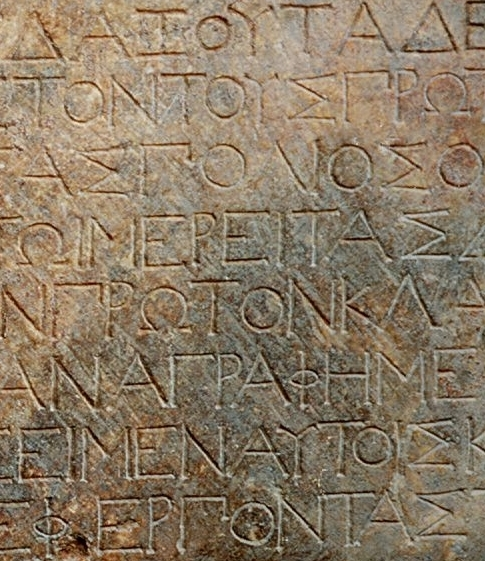
Ausschnitt aus dem Pséphisma von Lumbarda

Möglicherweise gründeten die Korkyrer von der heute Korfu genannten Insel die Kolonie Kórkyra Mélaina, das ‚Schwarze Korkyra‘, bereits zwischen 590 und 580 v. Chr. Diese Annahme wird durch Funde korinthischer Vasen des 6. Jahrhunderts v. Chr. auf Korčula bestärkt. Der Legende nach sollen die ersten Siedler aus Knidos in Kleinasien gekommen sein, nach einer anderen Überlieferung gründeten gar Trojaner unter Antenor die Kolonie.
In einer (möglicherweise) zweiten Welle gründeten Einwohner der Insel Vis die Siedlung Lumbarda. Aus dieser Epoche stammt eine als Pséphisma von Lumbarda bekannte Inschrift aus dem 3. Jahrhundert v. Chr., die die Grundlage für die Aufteilung des Landes zwischen heimischen Illyrern und zugewanderten Griechen bildete. In den griechischen Poleis wurde ein durch Stimmenmehrheit gefällter Beschluss als Psephisma bezeichnet. Auf der Tafel finden sich die Namen von 200 griechischen Familienoberhäuptern(?). Entdeckt wurden die Bruchstücke des Monuments ab 1877, seine Bedeutung wurde erst 1898 erkannt; 1967/68 fanden sich weitere Fragmente. Allerdings sind Versuche, in diesem Gebiet eine griechische Siedlung archäologisch nachzuweisen, weitgehend gescheitert, sieht man von Gefäßfragmenten ab.
Während einer Grabungskampagne wurde in den Jahren 2012 bis 2016 eine Reihe von Gräbern bei Blato in der Siedlung Kopila entdeckt. Dabei belegen die Funde, dass die Griechen auf der Insel keineswegs dominierten, sondern, dass Illyrer und Griechen unter Beibehaltung ihrer materiellen Kultur nebeneinander lebten.

### Teil des Römerreichs (ab 34 v. Chr.), Christianisierung, Byzanz

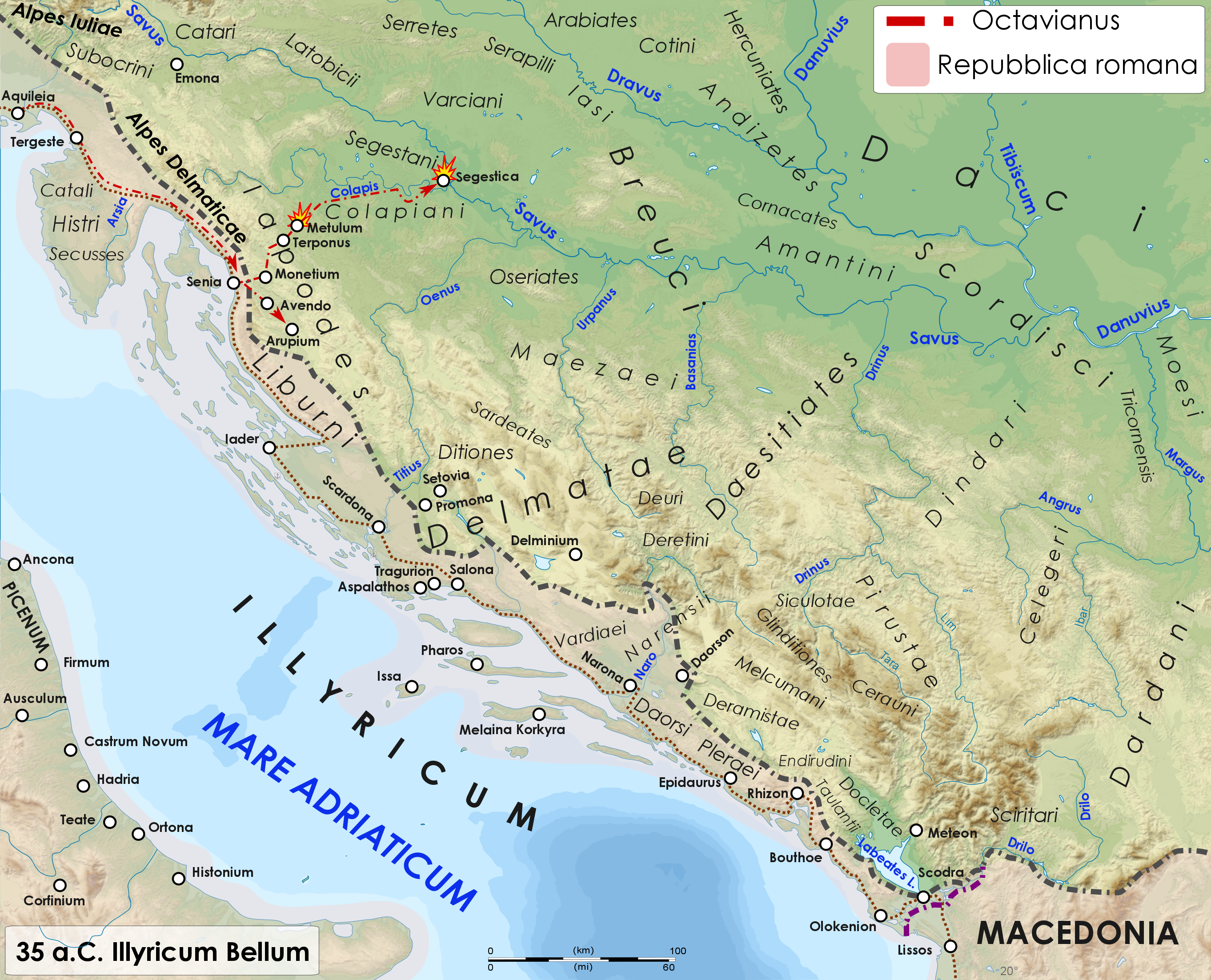
Illyrien um 35 v. Chr.

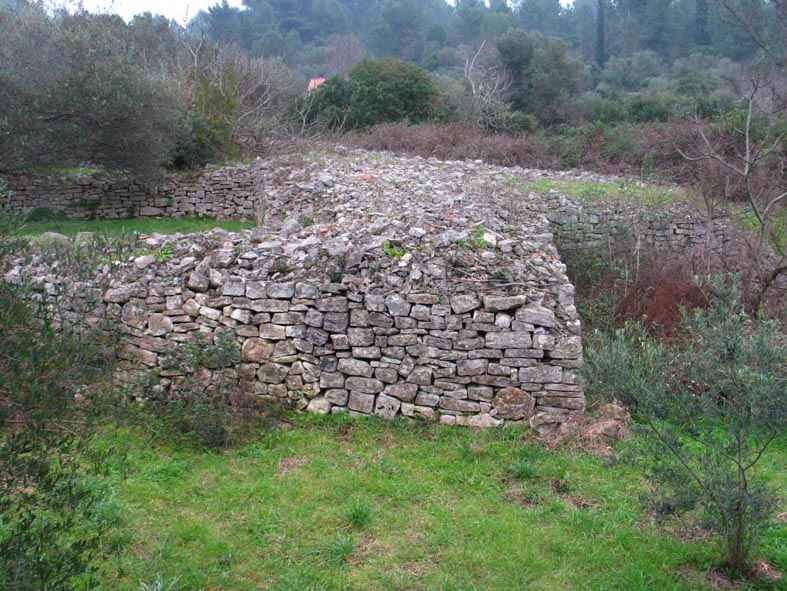
Die Überreste einer Villa rustica bei Vela Luka lassen sich nur grob in die Zeit vom 2. bis zum 7. Jahrhundert datieren

Eine römische Kriegsflotte aus Mittelitalien unterwarf 34 v. Chr. die Inseln Melite (Mljet) und Corcira Nigra (Korčula); die Einwohner wurden, zwecks „Ausmerzung der Piraterie“ teils getötet, teils versklavt, die Schiffe beschlagnahmt. Dies geschah im Rahmen einer gezielten Eroberung. So wurde die gesamte Küstenregion und ihr Hinterland nach drei Kriegskampagnen unter Octavian, dem späteren Augustus, in den Jahren 35 bis 33 v. Chr. endgültig römisch.
Allerdings fand noch zu dessen Herrschaft zwischen 6 und 9 n. Chr. der Pannonische Aufstand statt. Nach diesem umfassenden Aufstand, den Tiberius unterdrückte, wurde das Gebiet in Provinzen aufgeteilt. Die Insel Corcira Nigra gehörte zur Provinz Illyricum superius, der späteren Provinz Dalmatia. Eine Reihe ländlicher Villen entstand, die den Kern römischer Landnutzung bildeten. Zugleich wanderten römische Provinzialen ein. Im Hinterland standen bis Mitte des 1. Jahrhunderts zwei Legionen, danach nur noch 2000 Mann Auxiliartruppen. Die Einrichtung von Kolonien sicherte gleichfalls den Küstensaum Dalmatiens.
Die Christianisierung setzte spätestens in der Spätantike ein, in Salona wohl schon im 2. Jahrhundert. Von dort herrschten im späten 5. Jahrhundert Marcellinus und sein Neffe Julius Nepos (bis 480). Im 4./5. Jahrhundert entstand auf der kleinen Insel Majsan eine dem hl. Maximilian geweihte Kirche, die der Insel den Namen gab.
Lumbarda ist ein römischer Fundkomplex an der Fundstätte Sutivan, der auf eine Siedlung des 4. bis 7. Jahrhunderts zurückgeht. Möglicherweise handelt es sich um eine Art kleinen Bäderkomplex, doch wurden auch Fischgeräte, eine Schmiede sowie die Verarbeitung und der Handel mit Olivenöl und Wein nachgewiesen. Weitere archäologische Fundstätten sind die Insel Majsan gegenüber der Inselhauptstadt, Sutvara, 5 km südöstlich gelegen, sowie Lucnjak und Gubavac.
Nach einem kurzen Intermezzo ostgotischer Herrschaft in Dalmatien – 504 kam die Provinz an die Ostgoten unter Theodrich –, kam Dalmatien 535 wieder an Ostrom, nachdem es durch den Heermeister Mundus erobert worden war. Für das 6. und 7. Jahrhundert ist auf der Insel eine kontinuierliche Besiedlung anhand von Münzen belegbar, darunter eine des Kaisers Phokas († 610). Doch war die Bevölkerung in Dalmatien seit Mitte des 6. Jahrhunderts stark rückläufig, wie in den meisten Regionen des Reiches. Zudem war die oströmische Herrschaft durch Awaren und slawische Gruppen bedroht.

### Zwischen Kroaten (Narentanern), Venedig, Byzanz

Gebiet der Narentaner im 9. Jahrhundert

In einem komplexen Landnahmeprozess erreichten Südslawen im späten 7., frühen 8. Jahrhundert auch das Festlandsgebiet gegenüber von Korčula. Die Insel, wohl etwas später von Narentanern besiedelt, gehörte zeitweise zum Königreich des Tomislav, der 925 zum König gekrönt wurde. Die Bewohner betätigten sich nicht nur als Bauern und Hirten, sondern auch als Fischer und Piraten. Die Stadt Korčula, in dieser Zeit Krkar genannt, bestand auch noch im 10. Jahrhundert, wenn auch viele Landhäuser verfallen waren. Die Zuwanderer gründeten eigene Dörfer, wie sich an den Namen noch immer erkennen lässt.
997 bis 998 führte Venedig einen ersten erfolgreicher Feldzug gegen die Narentaner durch. Bis 1000 wurden die als Schlupfwinkel für Piraten geltenden Inseln Korčula und Lastovo erobert. Doch bald machte Byzanz, das lange seinen Machtanspruch nicht zur Geltung bringen konnte, seinen Einfluss wieder geltend. Ende des 11. Jahrhunderts schwand wiederum die byzantinische Vormacht, um 1125 begannen die patrizischen Zorzi (Poppone Zorzi) venezianischen Einfluss durchzusetzen. Venedig übernahm die Rolle einer Schutzmacht, der sich die Insel 1129 unterstellte. Die für einige Jahrzehnte noch ein letztes Mal wiederkehrende kaiserliche Vormacht wich 1180/1184 der Oberherrschaft Bélas III., des ungarisch-kroatischen Königs.

### Rückkehr Venedigs (1202), pragmatische Schriftlichkeit: Korčulaner Statut (1214)
Doch mit dem Vierten Kreuzzug kehrte ab 1202 Venedig als Vormacht zurück. Es konzentrierte sich dabei auf den Ausbau seines Handelsreiches, in dem Curzola nur eine untergeordnete Rolle spielte. Unter Venedigs Einfluss kam es zudem zu einer starken Verschriftlichung der Herrschaft, dessen Ausdruck das Korčulaner Statut von 1214 ist, das älteste Dalmatiens. Dieses regelte eine Reihe von Rechten und Pflichten, darunter zum Schiffbau, zum Handel, zur bäuerlichen Wirtschaft, aber es enthielt auch Bauvorgaben und solche zum Schutz der Wälder. Die Tatsache, dass Korčula als eine der wenigen im Mittelmeer gelegenen Inseln dichte Wälder aufweist, wird auf diese Schutzmaßnahmen zurückgeführt. Zudem hinterließ die Administration, ausgehend vom Hauptort, zahlreiche Spuren in der Sprache der nicht-venezianischen Bewohner – so ließen sich 183 romanische Begriffe aus der Seefahrt und der Fischerei nachweisen, die bis heute den Dialekt färben, davon stammen allein 164 aus dem Venezianischen.

### Autonomie der Zorzi unter venezianischer Dominanz (1254/1265–1358), Patriziat

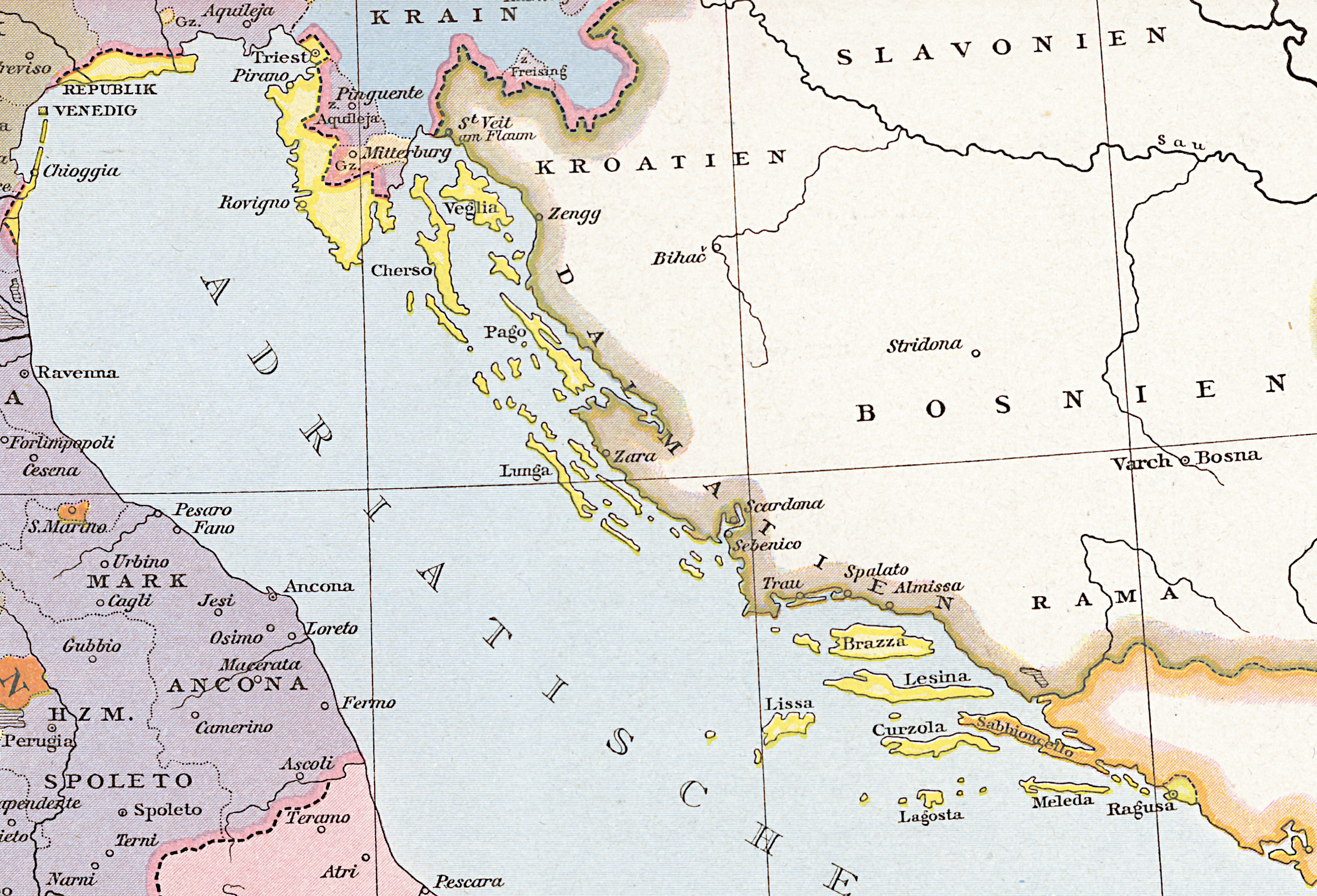
Die Adria um 1250

Die wechselhaften Machtverhältnisse beendete Venedig 1254, als der Comes Marsilius Zorzi († 1271) die Insel ‚unter seinen Schutz nahm‘ – was zu einer faktischen Neugründung der Inselhauptstadt führte. Ab 1256 wurde dieser Titel sogar erblich. Zunächst kam es zu Widerstand gegen die Rückkehr der Zorzi, doch dann einigte man sich am 13. April 1265. Die comunitas ac universitas populi et insualae Curzoli, also die Inselgemeinschaft von Curzola, erhielt durch entsprechende Statuten eine weitgehende Autonomie. Diese bewahrte sie bis 1358, als die Insel an Ungarn fiel. Die dauerhafte Rückkehr der Zorzi-Herrschaft erwies sich allerdings als Legende, ihr Land wurde 1409/1411 aufgeteilt.
Am 8. September 1298 wurde nahe der Insel die Seeschlacht bei Curzola zwischen den Flotten Venedigs und Genuas ausgetragen. Dabei geriet Andrea Dandolo in die Gefangenschaft der Genuesen. Doch 1299 kam es mit Genua zu einem Friedensschluss, ebenso wie mit Byzanz im Jahr 1302.
In Venedig gelang es einer Gruppe des dortigen Patriziats, sich eine monopolartige Stellung in Politik und vor allem Handel zu erringen, die sich auf die Insel insofern auswirkte, als sich dort eine ähnliche Abgrenzung zwischen den herrschenden Familien und der übrigen Bevölkerung 1387 durchsetzte. Zudem entstand schon im Jahr 1300 ein eigenes Bistum auf der Insel (bis 1828).
Die wirtschaftliche Nutzung der Insel basierte bis weit in die venezianische Zeit hinein auf einer Dreiteilung. Von dieser Dreiteilung war der Doge 1441 in Kenntnis gesetzt worden: „sumus informati illam insulam per tres partes esse diuisam, unam pro seminationibus, unam pro pasculis animalium et unam pro plantationibus uinearum et ita esse statutum per ordines antiquos“ – Francesco Foscari, der Doge von Venedig wusste also nunmehr, dass ein Drittel der Insel für die Landbebauung, ein weiteres für das Hirtenwesen und schließlich ein Drittel für den Weinbau vorgesehen war. Dies alles sei schon durch alte Statuten bestimmt worden. Da zwar Pfade über die Insel führten, aber keine Magistrale die Orte über die gesamte Länge der Insel hinweg verband, brauchte jedes Dorf einen Seezugang, um am Handel teilhaben zu können. Daher wies Korčula mehrere Dutzend Häfen und Anlandeplätze auf.

### Venedig, Ragusa und Ungarn (bis 1358)

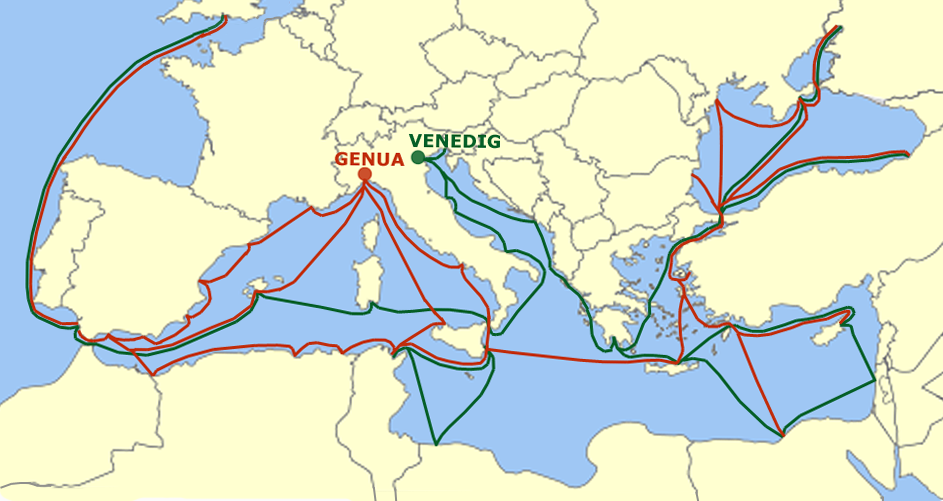
Handelswege Genuas und Venedigs

Venedigs Herrschaft war weniger durch die Osmanen oder Genuesen gefährdet, als vielmehr durch den Streit mit der einflussreichen Familie Šubić. Nach einem von diesen unterstützten Aufstand in Zadar bat der venezianische Comes Giovanni Zorzi im November 1315 um Hilfe gegen Familien, die von der Insel geflohen waren, und die nun als Piraten die Inseln bedrohten. Venedig sah seine Handelswege durch die Anjou bedroht, die sowohl in Süditalien als auch in Ungarn herrschten. So sicherte sich Venedig 1320 die Herrschaft über Rab, es folgten Šibenik und Trogir (1322), Split (1327) und Nin (1329) sowie Cres und Osor (1330/1333). 1345 belagerte der ungarische König Knin, 1345 bis 1346 rebellierte Zadar gegen Venedig. 1348 erreichte die Pest den Adriaraum und 1350 bis 1355 kam es zu einem umfassenden Krieg zwischen Genua und Venedig.
Auf Curzola wehrte man sich gegen die Verpflichtung zu Schiffbau und -besatzung. 1352 beschuldigten sich die Korčulaner und Giovanni Zorzi gegenseitig, ihre Rechte zu verletzen. Venedig griff ein und erzwang einen neuerlichen Unterwerfungsakt nach dem von 1265, ohne dass sich der Konflikt beruhigte. 1354 drang schließlich eine Flotte Genuas in die Adria ein und zerstörte Curzola und die Nachbarinsel Lesina. Doch schon 1356 kam es, wie vier Jahre zuvor, wieder zu Auseinandersetzungen um dieselben Themen.

### Ungarn und Ragusa (1358–1390), Ladislaus im Kampf mit Sigismund um Ungarn: Hrvoje und Balšić
1358 kam ganz Dalmatien an Ungarn, wozu es bis 1409 gehörte. Im Gegensatz zu Ragusa, das seine Unabhängigkeit gegen Tributzahlungen erlangte und zur wichtigsten Handelsetappe im Adriahandel avancierte, geriet Korčula ins Abseits. Darüber hinaus gab der Ungarnkönig die Insel an Ragusa, zu dem sie bis 1390 gehörte.
1370 erreichte eine neue Pestwelle die Insel. Viele flohen aufs Land. Die Ruinen der zum Schutz vor einer weiteren Ausbreitung der Pest niedergebrannten Häuser der Toten prägten das Bild der Insel, bis sie zu Anfang des 15. Jahrhunderts an Besitzlose oder Zugewanderte vergeben wurden.
Während des Chioggia-Krieges erreichten zahlreiche Flüchtlinge aus Lastovo die Insel. Bald wurde das Bündnis Genuas mit Ungarn, Ragusa und Padua für Venedig existenzbedrohend. Erst im Frieden von Turin, der den Krieg beendete, kam es im August 1381 zu einem Friedensschluss. Genua war zudem danach in sich zerstritten, und nach 1402 kam auch die Expansion des Osmanenreiches für ein Jahrzehnt zum Erliegen.

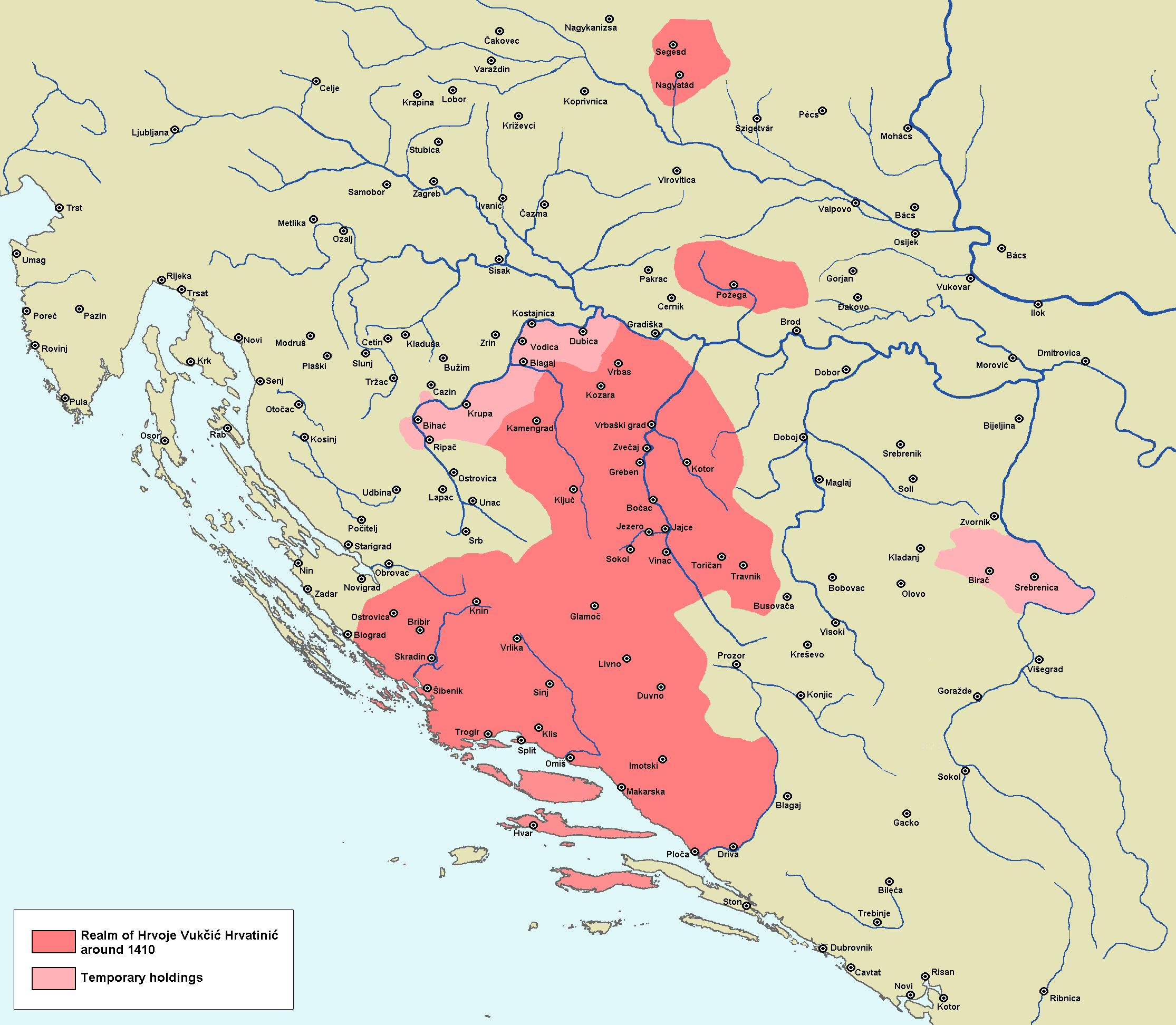
Das Reich des Hrvoje Vukčić Hrvatinić um 1410

Die Mächte auf dem südlichen Balkan und im westlichen Kleinasien um 1410

Venedig gelang es in dieser Zeit, zahlreiche der verlorenen Stützpunkte zurückzugewinnen, vor allem 1386 Korfu. Im Namen des Königs von Ungarn, Ladislaus von Neapel, eroberte der bosnische König Stjepan Tvrtko I. Kotromanić eine Reihe von Städten in Dalmatien, schließlich auch Korčula, das er seinem Stellvertreter in Dalmatien unterstellte, nämlich Hrvoje Vukčić Hrvatinić. Dieser behauptete seine Besitzungen bis 1397.
Nach seiner Niederlage im Kreuzzug gegen die Osmanen (1396) sah sich Sigismund von Luxemburg, der bald im Kampf mit Ladislaus von Neapel um die ungarische Krone stand, einer Opposition ungarischer Adliger gegenüber. Um sich in Dalmatien zu entlasten, überließ er die Insel Đurađ II. Balšić, ebenso wie Hvar. Im Juni 1401 forderte Hrvoje die Inselbewohner auf, sich Ladislaus zu unterstellen. Diese lehnten sich tatsächlich im Herbst 1401 gegen den auch von Venedig unterstützten Đurađ II. Balšić auf, betonten, wie Ragusa, Split, Hvar und Brač, weiterhin ihre Zugehörigkeit zu Sigismund und Balšić. Der Große Rat von Korčula versammelte sich im November 1402, um Verhandlungen mit Hrvoje und der Flotte Neapels aufzunehmen, die bereits einige Städte erobert hatte. Im März 1403 unterstellte sich Korčula schließlich unter diesem Druck Ladislaus.
Danach war die Insel kurze Zeit in den Händen des Zareser Patriziers Ludovik de Matafaris. Zwischen September 1403 und August 1405 war die Insel sogar unabhängig und verwaltete sich zwischen all den Prätendenten selbst. Nun geriet sie aber in den Fokus von Ragusa, doch wurde sie von 1405 bis 1413 erneut von Hrvoje kontrolliert, den Ladislaus zum stellvertretenden Regenten über Dalmatien und Herzog von Split ernannt hatte. 1408 wechselte Hrvoje mit den Städten Nin, Šibenik, Trogir und Split sowie der Krajina und den Inseln Brač, Hvar und Korčula auf die Seite Sigismunds, gegen den sich Ladislaus letztlich nicht durchsetzen konnte.

### Venedig (1414/1420–1797)

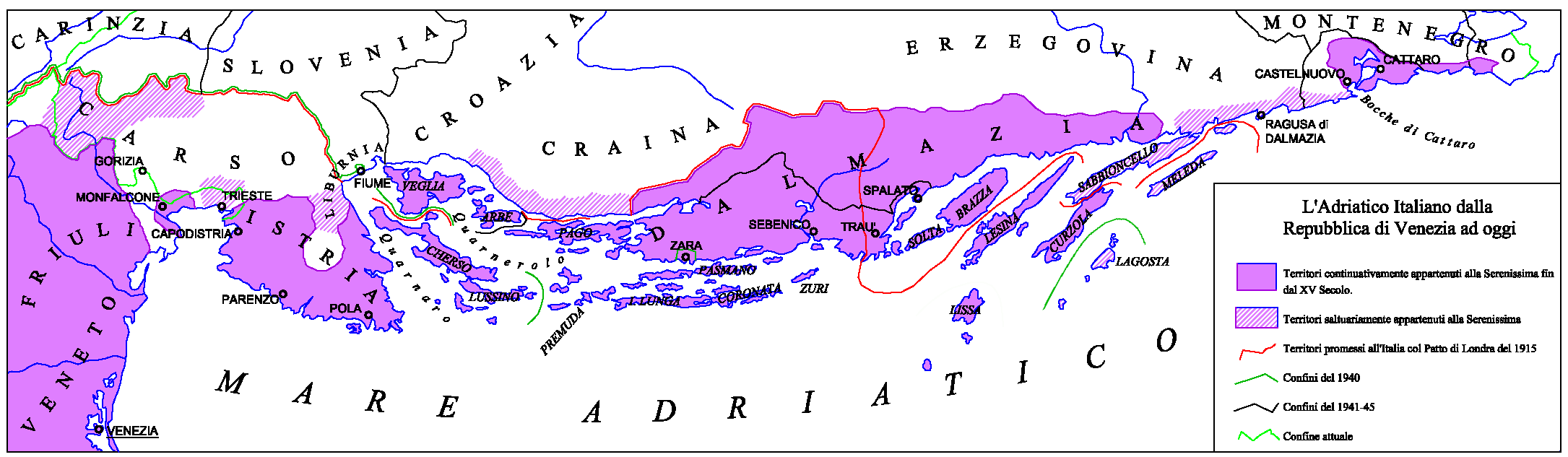
Die seit dem späten 15. Jahrhundert dauerhaft venezianischen Gebiete in Dalmatien

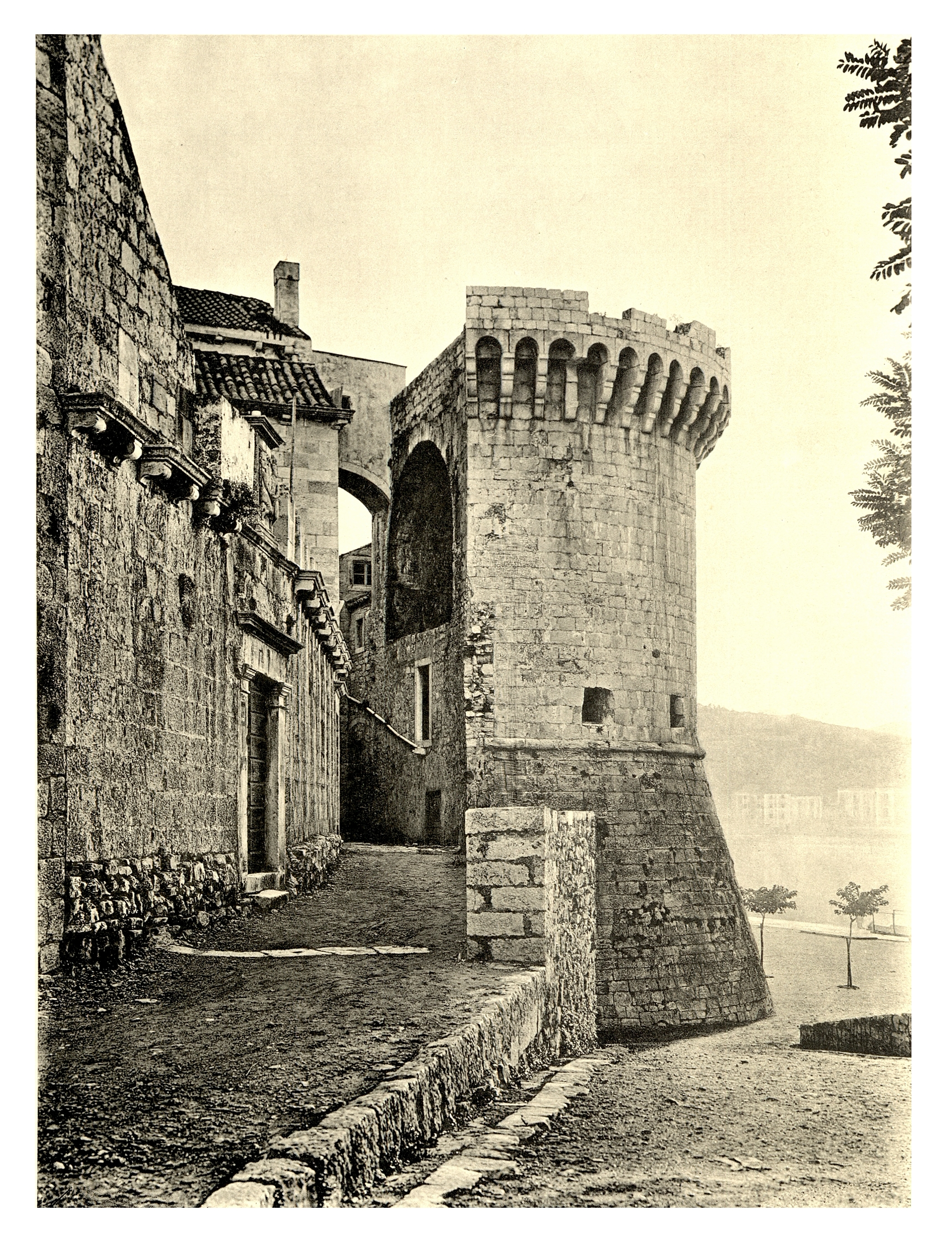
Venezianischer Festungsturm, vor 1909

#### Korčula verweigert sich Ragusa, formal wieder ungarisch (1417), freiwillige Unterstellung unter Venedig (1420)
Am 9. Juli 1409 kaufte Venedig Dalmatien für 100.000 Dukaten von Ladislaus zurück. Noch im Frühjahr 1409 hatte Ladislaus’ Flotte vergebens versucht, durch die Eroberung von Hrvojes Gebieten die Verhandlungsposition Neapels zu stärken, denn ursprünglich hatte Ladislaus 300.000 Dukaten verlangt. Ragusa hatte im Juli eine eigene Flotte entsandt, die die Flotte Ladislaus’ am 13. Juli vor Korčula besiegt hatte. Sigismund versuchte nun seinerseits, die Übernahme durch Venedig zu verhindern. 1413 kam es zu einem Waffenstillstand. Am 25. Juni 1414 bestätigte Sigismund die Herrschaft Ragusas über Korčula, Hvar und Brač, nachdem sich Hrvoje auf die Seite der Osmanen geschlagen hatte. Am 29. Mai 1416 besiegte die venezianische Flotte diejenige der Osmanen vor den Dardanellen, woraufhin deren Landheer bis an die Adriaküste vordrang.
Derweil verweigerte Korčula den Ragusanern den Gehorsam, so dass es 1417 zu einer formellen Rückführung Korčulas unter ungarische Oberherrschaft kam. Die Inselbewohner hatten jedoch dem venezianischen Flottenführer Pietro Loredan nach seinem Sieg vor Gallipoli im Frühjahr 1416 zwei Hammel geschenkt. Nach weiteren Geschenken fuhr im Sommer 1418 eine Gesandtschaft von Korčula nach Venedig, Anfang 1420 bot eine weitere Gesandtschaft die Unterstellung unter Venedig an. Am 24. April bat Pietro Loredan, der Kommandant der beiden im Hafen liegenden Galeeren, einige Korčulaner Patrizier, das Banner der Markusrepublik aufzuziehen. Während sich Trogir und Split erst nach wenn auch kurzem Widerstand im Juli 1420 ergaben, unterstellten sich 47 Korčulaner Patrizier und die gesamte Insel Venedig. Am 12. September wurde Korčula auch formal dem venezianischen Stato da mar einverleibt, dem Gebiet seiner Seeherrschaft.

#### Wahl des Comes durch Korčulaner Patrizier
Aufgrund der freiwilligen Unterstellung unter die venezianische Herrschaft begnügte sich Venedig mit der Entsendung nur eines einzigen Sachwalters. Die 53 Ratsherren des Großen Rates wählten Ser Gabriel de Nosdagna aus Zadar zum ersten Comes unter der neuen Oberherrschaft. Im Gegensatz zur lange Zeit dominierenden nationalistischen Geschichtsschreibung, stellte dies keineswegs einen Bruch dar. Das Leben auf der Insel veränderte sich nur in kleinen Schritten. Denn Venedig erkannte am 12. September 1420 die Statuten, Privilegien und Rechtsgebräuche der Insel an, die Inselbewohner hatten Zugang zu Venedigs Appellationsinstanzen. Die Korčulaner leisteten im Gegenzug einen Treueid und erkannten den venezianischen Comes als Oberhaupt und höchsten Richter an. Dabei übergingen die Patrizier allerdings die Populares, die keine politischen Teilhaberechte erlangten.
Anfangs wurden die lokalen, führenden Familien dabei berücksichtigt. Zweiter Comes wurde Hieronymus Georgi (1421–1423), dessen Vorfahren die Insel bereits von 1254 bis 1358 kontrolliert hatten. Ihm folgte Pancratius Zorzi im Amt, ein Verwandter. Auf diesen folgte spätestens Anfang 1426 Mateo Foscarini im Amt, dann wiederum folgte Venedig dem Vorschlag des Großen Rates der Insel, und genehmigte Pancratius Zorzi eine zweite Amtsperiode. Er starb jedoch, so dass ihm sein Sohn Franciscus nachfolgte, bis der neue Amtsinhaber Tommaso Michiel die Insel erreichte.
Bis 1442 wählten die Korčulaner ihren Comes, der keinerlei Personal mitbrachte – worauf die Inselpatrizier strikt achteten –, also aus dem Patriziat der Insel oder Venedigs, den der Doge danach anerkannte. Ab diesem Zeitpunkt bestimmte Venedigs Großer Rat den Amtsträger. Revisionswünsche, wie 1464, wurden von Venedig abgelehnt. Der Comes kann dabei nicht als Beamter betrachtet werden, sondern eher als Schlichter, Moderator und Vertreter venezianischer Interessen auf der Insel. Seine Kompetenzen reichten in unklarer Abgrenzung der Befugnisse bis hin zum Fiskus, zu öffentlichen Arbeiten, Militär und Flotte sowie der Repräsentation.
Sein engster Mitarbeiter war der cancellarius communis, eine Art Leiter der schmalen öffentlichen Verwaltung, die dennoch alle Bewohner erreichte. Seine Amtszeit konnte alle zwei Jahre vom Großen Rat verlängert werden. Er wurde ab 1444 zum Archivar der Insel, dem ab 1475 ein Vizekanzler zur Seite stand. Der Verwaltung dienten die beiden zu Anfang vom Comes bestimmten Plazarii, die zahllose Beschlüsse und Bescheide öffentlich zu verlesen hatten. Diese wurden wiederum in eigenen Libri Praeceptorum festgehalten. Sie wurden ab 1466 vom Großen Rat bestimmt. Die größeren Dörfer wählten sich eigene Plazarii, die sie selbst bezahlten.
Um 1420 saßen ungefähr 60 Männer im Großen Rat, 1449 zählte Korčula bis zu 72, 1461 bis zu 75 und 1480 bis zu 88 stimmberechtigte Ratsmitglieder. Sie wählten halbjährlich auch die sechs Richter. Die Rechtsprechung erfolgte auf der Basis der Statuten aus vorvenezianischer Zeit. Ebenfalls halbjährlich wurde der Camerarius communis gewählt, der über die Finanzgeschicke der Insel wachte. Er war als Kämmerer für die äußere Handlungsfähigkeit und innere Organisation zuständig. Die alle sechs Monate gewählten Advocati communis wahrten gegenüber dem Comes die Rechte der Kommune.
Die äußeren Bedingungen änderten sich derweil. Der Streit mit Sigismund konnte 1433 vorläufig beigelegt werden, bis er bedeutungslos wurde, während die Osmanen immer näher an Dalmatien heranrückten.

#### Ökonomische Grundlagen, Auseinandersetzungen, Rolle im Handelssystem
Neben Wein, Oliven, Feigen, Mandeln und Käse produzierte die Insel mit ihren vielleicht 6000 Einwohnern im 15. Jahrhundert auch in begrenztem Maße Schiffe, die nach Korfu, Venedig und Apulien verkauft wurden, und Bauholz. Man gewann Steine und Pech.
Dabei standen die freien Inselbewohner, meist slawischer Sprache, in Lohnverhältnissen zu vermögenden Patriziern, von denen wiederum viele aus Venedig kamen. Deren Sprachen waren Venezianisch und Latein, und sie wohnten ganz überwiegend in den Städten. Die Bezahlung erfolgte meist in Form von Ernteanteilen, bzw. bei Hirten, die Wolle, Milch, Käse oder Jungvieh lieferten, als Gegenleistung Geld, Gerste oder Tierhäute im Rahmen von Hüteverträgen. Diese Hüteverträge traten jedes Jahr am 15. August in Kraft, an dem Tag, an dem auch die Herden übergeben wurden. Die Vereinbarungen, etwa über die Zahl der Tiere, wurden auf Kerbhölzern (tesserae) festgehalten, die gebrochen wurden, wobei der patronus das größere Stück erhielt. Diese tesserae waren vollgültige Rechtsdokumente. So konnten auch Hirtengemeinschaften mit einem Oberhirten entstehen, einem celnich, der mitunter für den gesamten Viehbestand einer Patrizierfamilie verantwortlich war. 1417 wurde ein umfassendes Regelwerk aufgestellt. Jeder Bewohner konnte solche Verträge abschließen, jedoch brauchten Inselfremde die Genehmigung des Großen Rates. Dennoch litt die Insel immer wieder unter Getreidemangel, so dass Weizen aus Apulien und Sizilien importiert werden musste.
1426 kam es über Steuerfragen zu einem ersten Konflikt zwischen den örtlichen Patriziern und dem Comes aus Venedig, vor allem aber 1428, als die Patrizier vor der Pest in die Dörfer geflohen waren. Ihnen verweigerte der Comes die Rückkehr in ihre Stadt, und vor allem überließ er Inselfremden den Schutz der Stadt. Bald meldeten sich auch die Populares zu Wort, die auf ihre Gewohnheitsrechte pochten und sogar eigene Delegationen nach Venedig schickten. Dies stärkte die Dorfgemeinschaften, doch konnte Venedig die Konflikte nicht lösen. Die Hirten auf der Insel hielten es wiederum mit den städtischen Patriziern, was die Dörfer gegen die Hirten aufbrachte. Diese Auseinandersetzungen erreichten 1441 bis 1444 ihren Höhepunkt. Der Große Rat in Venedig forderte vom Comes 1442, sich für das Wohl und den Frieden auf der Insel einzusetzen, aber auch, dass den unterdrückten Armen Gerechtigkeit widerfahre.
Unabhängig von internen Konflikten wurde die Insel zu einem Außenposten des adriatischen Handels- und Informationssystems. Der Comes berichtete regelmäßig nach Venedig von den komplexen Vorgängen. Während des Krieges zwischen Neapel und Venedig (1449–1450), gerieten auch Korčulaner Händler in Gefangenschaft, der Handel mit Apulien riss ab, die Insel musste eine eigene Galeere bereithalten. Mit ihrer Hilfe sollten Piraterie und Schmuggel unterbunden, die Einhaltung der Fischereigrenzen gegen Ragusa kontrolliert werden. Ähnlich kompliziert war die Lage am Neretvadelta und in der Krajina. Dort pachteten Korčulaner Patrizier Handelszölle, wo sie vorwiegend mit Salz, Tieren, Agrarprodukten und mit Gütern handelten, die Karawanen aus dem Balkan herbeiführten. Allerdings griffen dortige Piraten auch Korčulaner Fischer an.

#### Administration und pragmatische Schriftlichkeit

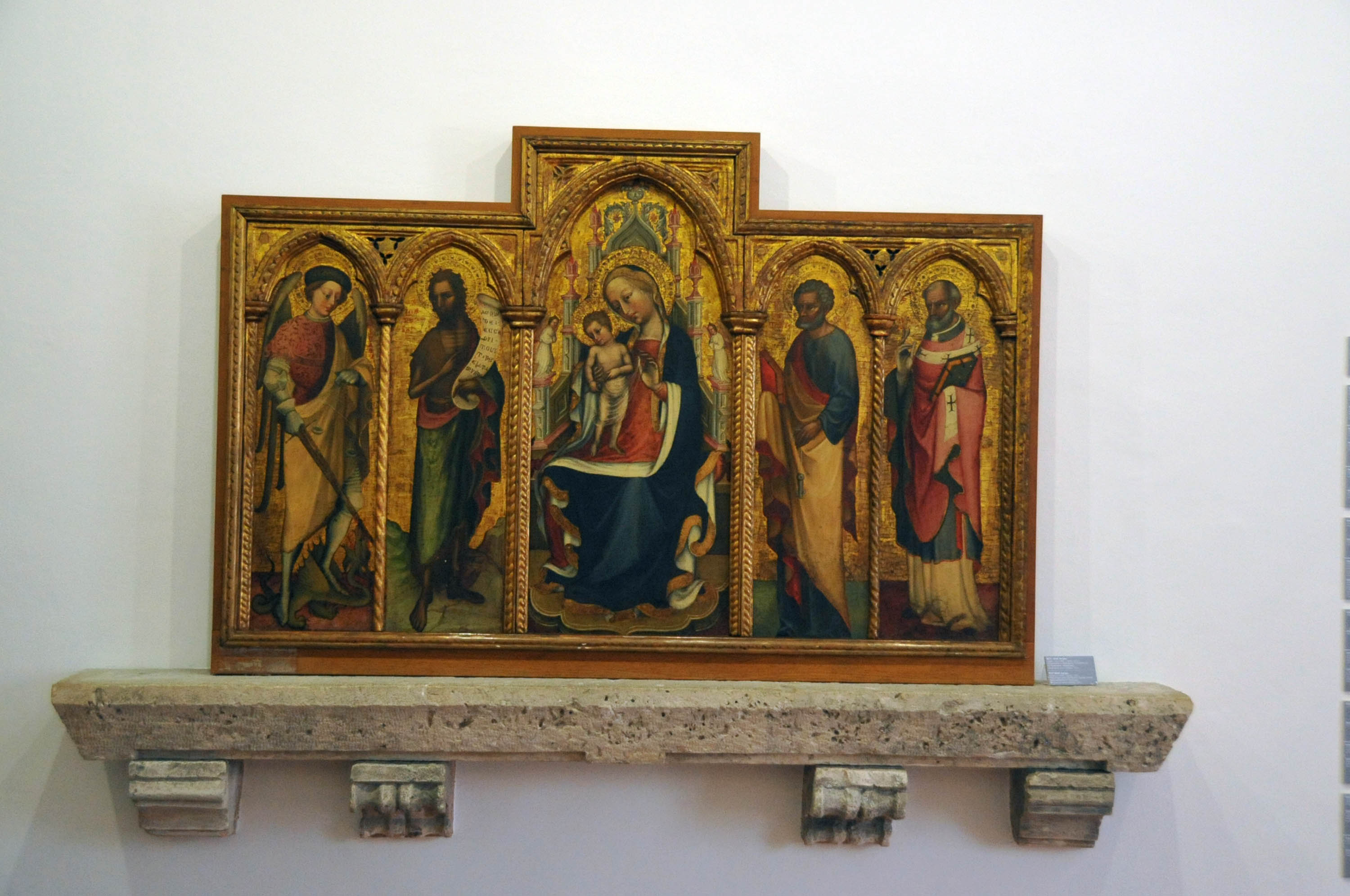
Biagio di Giorgio da Traù, bzw. Blaž Jurjev Trogiranin (Blasius Pictor, ca. 1390–1450): Polyptychon

Im 15. Jahrhundert gliederte sich die Insel in fünf administrative Einheiten, die als districtus oder territorium bezeichnet wurden. Eine dieser Einheiten bildete die Hauptstadt selbst, die übrigen entfielen auf die ländlichen Gebiete. So gab es einen „districtus Blate“, einen namens „Kzare“, dann „Smoquize“ und schließlich „Xernoue“. Auch diese Gliederung entsprach den alten Statuten, wie ausdrücklich festgehalten wurde.
Hingegen hießen die unmittelbaren Rechtsbezirke dieser Hauptdörfer casale. Diese bildeten, auch wenn sie sich letztinstanzlich dem Comes fügen mussten, eigene Rechtsbezirke. Für Delikte auf ihrem Gebiet waren die Dorfgemeinschaften verantwortlich, was etwa Wiedergutmachungsleistungen betraf. Der Comes zog immer wieder durch die Dörfer, womit sie für die Dauer seines Aufenthalts zu zeitweiligen Verwaltungszentren und Orten der höheren Rechtsprechung wurden. Die örtlichen Amtsträger wurden vom Großen Rat gewählt.
Die Dörfer verfügten spätestens seit der ersten Hälfte des 14. Jahrhunderts über je einen Richter, einen Anwalt und vier Ordnungshüter. Diese Posten wurden mit der dauerhaften Herrschaft Venedigs vom Großen Rat gewählt und vom Comes bestätigt. Dies galt auch für die insgesamt 20 Gastalden, die auch als „inquisitores maleficiorum“ bezeichnet wurden und eher exekutive Funktionen besaßen – etwa bei Vieh- oder Erntediebstahl. Die Mehrheit von ihnen waren Nichtpatrizier.

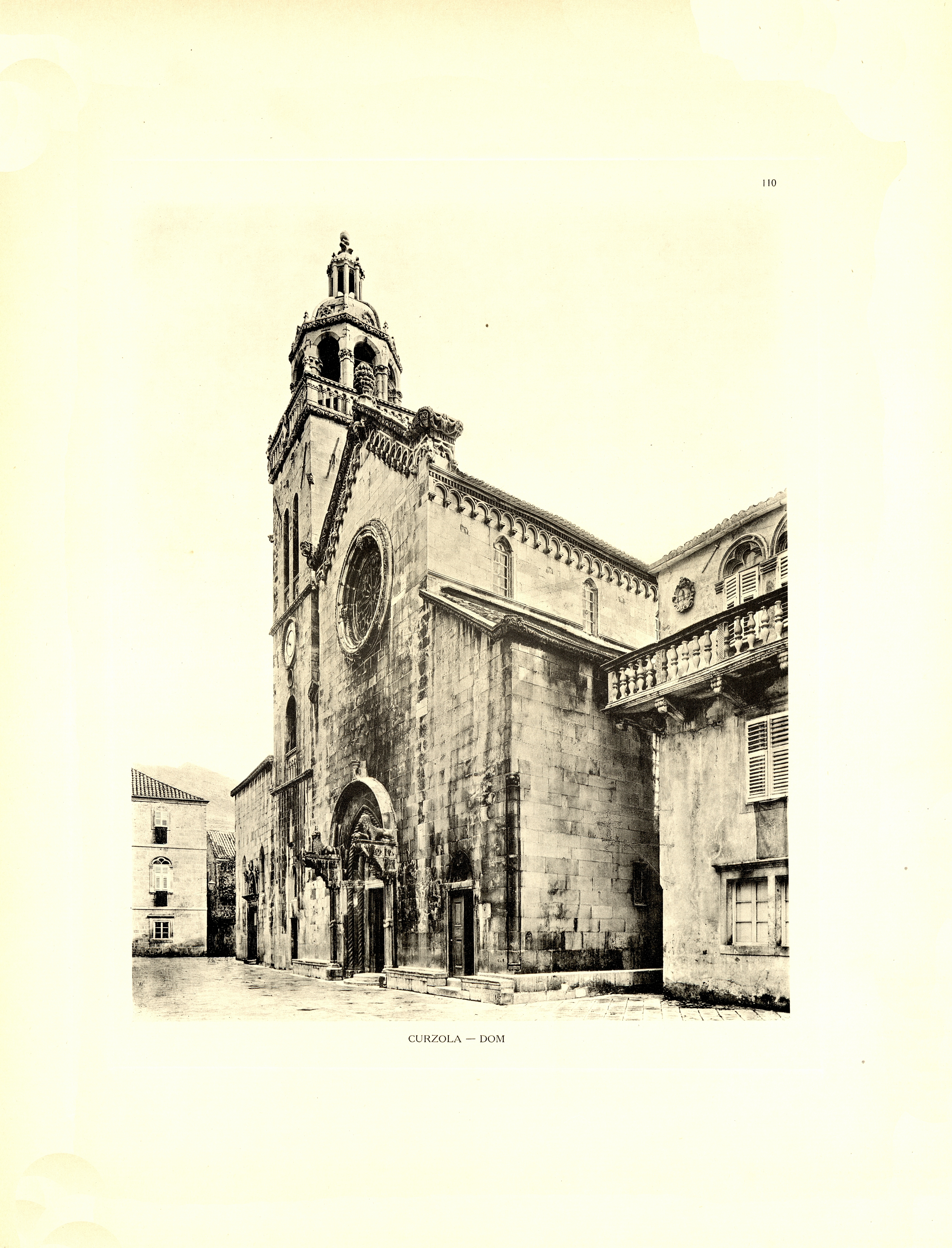
Der Dom von Korčula, 1909

Als Wächter über die Agrarflächen oder Flurhüter wurden eigene Pudarii gewählt; in den Jahren 1461 bis 1463 waren dies 102 Männer, davon nur elf Patrizier. 60 bis 80 Posticii, den Distrikten zugeordnet, nicht den Dörfern, bewachten die Getreidefelder. Dabei ging es vor allem um Schäden durch Tiere. Sie schätzten aber auch die zu erwartende Erntemenge – auf einer chronisch unter Weizenmangel leidenden Insel eine zentrale Frage. Die umfriedeten Pflanzungen der Kommune durften bis in venezianische Zeit nur von bestimmten Tieren beweidet werden – auch hier überwacht, nämlich durch Gaiarii. Diese Funktion übernahmen die Pudarii und Posticii.
Separat verwaltet und überwacht wurden die Kirchengüter, auch diejenigen der vier Dorfkirchen. Schon vor 1410 engagierte die Gemeinde außerdem einen „Joannes Luithecich“ als Barbier und Chirurgen. Er durfte die Insel nur kurzzeitig verlassen, erhielt ein eigenes Landgut zum Lebensunterhalt und ein Honorar.
Auch ein Lehrer stand auf der Lohnliste, er erhielt aber auch Schulgeld. Die Begründung wurde nach dem Humanisten Vergerius abgefasst, was Zugang der Patrizier zu entsprechendem Gedankengut voraussetzt. Aber auch viele Bauern hatten Zugang zu Schrift und Bildung, so dass, wie in Oberitalien, ein weit verbreiteter Zugang zu pragmatischer Schriftlichkeit bestand – zahllose Zettel zirkulierten, um verwalten und berechnen, aber auch um die Kommunikation innerhalb der Administration bewältigen zu können.

#### Pest (1454, 1457), Aufstand gegen den Bischof (1457/58)
Im April 1454 gelang Venedig zwar sowohl ein Friedensschluss in Oberitalien als auch mit den Osmanen, doch 1457 traf eine erneute Pestwelle die Insel. Venedig stellte dem Comes für kurze Zeit, von 1456 bis 1458, exekutives Personal zur Seite, kehrte jedoch danach zum vorherigen Zustand zurück; ein Charakteristikum der venezianischen Herrschaft auf Korčula, ebenso wie die vergleichsweise starke Rolle der Dorfgemeinschaften.
Dabei fanden die dortigen Konflikte, nachdem es bis Mitte des Jahrhunderts der Comes gewesen war, einen neuen Fokus, nämlich den Bischof. Dieser war nun auch ein Venezianer. Als Bischof Luca Leon den Kirchenbesitz an sich zog, kam es zu einem regelrechten Aufstand. Diesem Vorgehen widersetzten sich nicht nur Patrizier und einige Bürger, sondern auch die Hirten, deren Existenz durch erhöhte Abgaben bedroht war. Im Oktober 1457 verhinderte der Comes die Abreise einer Beschwerdedelegation. Ein Jahr später zerriss der Bischof die Kleider eines Geistlichen, da dieser die Abgaben verweigert hatte. Der Comes, Domenico Leon, ein Verwandter des Bischofs, ermittelte nun gegen aufrührerische Inselbewohner. Bei der Erforschung der spätmittelalterlichen Verhältnisse erweisen sich die Beschlüsse des dortigen Rates, die im Staatsarchiv Zadar liegen, als einer der bedeutendsten Quellenbestände im gesamten Kolonialreich Venedigs – sie umfassen etwa 400 Kartons – und sie gestatten daher eine tief reichende Mikrohistorie der Insel.

#### Krieg gegen Osmanen, Friedensschluss (1573–1644), Kampf gegen spanische Habsburger, Krieg um Kreta (1644–1669)

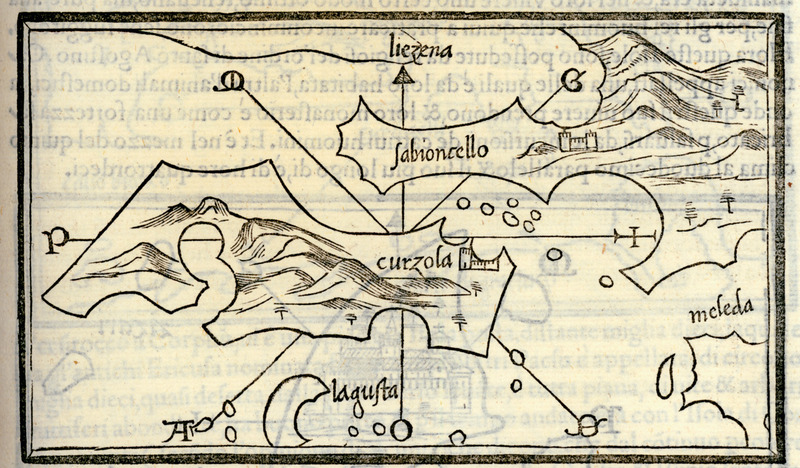
Karte aus dem 1547 erschienenen Isolario di Benedetto Bordone nel qual si ragiona di tutte l'isole del mondo, con li lor nomi antichi & moderni, historie, favole, & modi del loro vivere, Venedig 1547 (Bordone lebte etwa von 1450 bis 1530)

Derweil spitzte sich die Situation auf dem Balkan so weit zu, dass Venedig 1463 bis 1479 im Krieg mit den Osmanen lag. Schon bald standen osmanische Einheiten in Sichtweite der Insel. Dies veränderte das Verhältnis zu Venedig, das nun stärker als Schutzherrin aufgefasst wurde. 1474 unterstützte die Galeere Korčulas die Venezianer vor Skutari, doch fiel den Osmanen dort eine ganze Schiffsbesatzung zum Opfer. Venedig schloss 1479 einen verlustreichen Frieden.
Doch als die Osmanen in Apulien landeten, geriet Venedig bald wieder mit Neapel in Konflikt. Den Korčulanern unter Führung ihres Comes Zorzi Viaro gelang es 1483, eine neapolitanische Flotte aus 35 Schiffen zurückzuschlagen. Im nächsten Jahr verteidigten die Inselbewohner unter ihrem Comes Bernardo Canal die Insel erneut mit Erfolg gegen eine Flotte Neapels, bis venezianische Schiffe eintrafen. 1499 erschienen wieder osmanische Einheiten auf dem nahen Festland und führten Tausende Gefangene mit sich.
Doch erst 1571, im Vorfeld der Seeschlacht von Lepanto, gelang es einer osmanischen Flotte, die Insel zu plündern, die dennoch Teil des venezianischen Seereichs blieb. Gerüchte wussten schon am 2. August von der Flotte unter Führung des algerischen Vizekönigs Uluz-Ali und des Kommandanten von Valona, die am 15. August vor der Stadt erschien. Deren Verteidigung leitete der Archidiakon Rozanovic. Durch einen aufkommenden Sturm und die Angriffe der Inselbewohner sollen die Angreifer fast 400 Männer verloren haben. Doch nun zerstörten die Angreifer Lumbarda und führten die Überlebenden mit sich. An den Kampf erinnert der Moreska-Tanz, die moreška, die noch immer aufgeführt wird.
Venedig bemühte sich jahrzehntelang, den Frieden von 1573 mit den Osmanen zu bewahren. Dazu gehörte auch, die von den Habsburgern und den Päpsten angestachelten Aufstände auf dem westlichen Balkan zu verhindern, zumal diese zur regelmäßigen Verstärkung der osmanischen Truppen führten. So forderte mit dieser Sorge der Bischof von Korčula, dem der Rat der Zehn misstraute, die Spanier 1606 auf, das Gebiet zu verlassen.
An den Candia-Krieg zwischen Venedig und dem Osmanischen Reich, an dessen Ende Venedig seine wichtigste Kolonie Kreta 1669 endgültig verlor, nahmen auch zahlreiche Männer von der Insel teil. Unter ihnen war Jakov Arneri, der unter dem venezianischen Admiral Leonardo Foscolo kämpfte. Allerdings untersagte Venedig noch 1669 den Korčulanern den Bau größerer Schiffe.

#### Drei Stände (17. Jahrhundert), Stärkung des Kroatischen, Schiffbauindustrie und Arsenal (ab 1776)
Auf der Insel entstand neben der Gruppe der nobili (Patriziat) und des popolo eine dritte Gruppe, die der borghesi, der Bürger, eine Gruppe von Vermögenden und Händlern. Ihnen gelang es, sich den Verpflichtungen des popolo zu entziehen, etwa dem Ruderdienst auf den Galeeren. Dieses System dreier Klassen setzte sich im 17. Jahrhundert durch. Außerdem setzte sich um diese Zeit das Kroatische gegen das Venezianische als Sprache durch, Mitte des 19. Jahrhunderts wurde das Venezianische, abgesehen von der Führungsgruppe aus Venedig, praktisch von niemandem mehr verstanden. Schon Mitte des 16. Jahrhunderts hatten nur noch die führenden Gruppen in den dalmatinischen Städten die venezianischen Sitten adaptiert. Wenige Jahrzehnte zuvor war das Kroatische zur Bildungssprache und -schrift avanciert. Auf Curzola sprachen im Hauptort noch Viele Venezianisch, auf dem Lande setzte sich das Kroatische durch.
Im 18. Jahrhundert wuchs die Schiffbauindustrie stark an, so dass dort mit der Banca di San Giuseppe eine Gesellschaft der Schiffbauer entstand. 1776 verlagerte Venedig sein örtliches Arsenal sogar von Hvar nach Korčula. Nun wurden auch größere Kriegsschiffe mit 20 bis 40 Kanonen gebaut. Damit befand sich auf der Insel die größte Schiffbauindustrie der östlichen Adria, die gleichsam zu einer größeren Schiffbauregion mit Ragusa verschmolz.

### Österreich (1797–1806), Russland (1806/07) und Frankreich (bis 1813), Großbritannien (bis 1815)

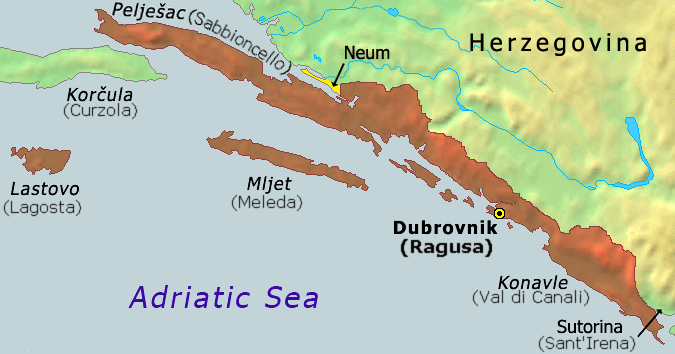
Karte der Republik Ragusa und der vorgelagerten Inseln von 1808

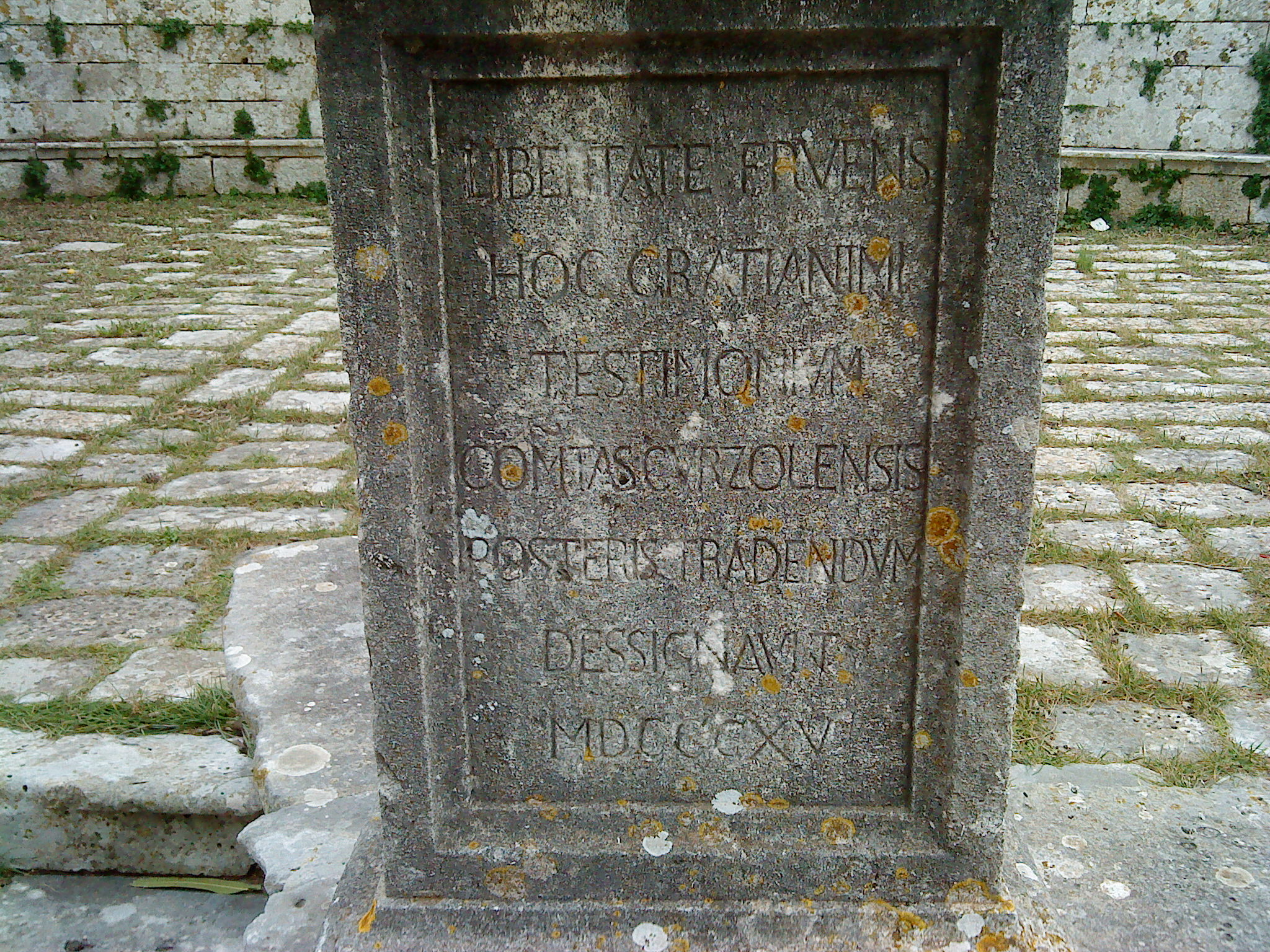
Lateinische Gedenktafel von 1815

Mit dem Ende der Republik Venedig im Jahr 1797 wechselte die Insel mehrfach den Besitzer. Zunächst kam die Insel im Frieden von Campo Formio an Österreich, dann 1806 an Frankreich, wie das Gebiet der gesamten ehemaligen Republik Venedig.
Damit geriet Korčula gleichfalls in internationale Konflikte. Im April 1806 beschoss die russische Flotte Korčula. Die Franzosen mussten sich nach zwei Tagen zurückziehen. Doch kehrten sie nach wenigen Wochen zurück, landeten bei der Höhle von Račišće im Nordosten der Insel. Nach zwei Tagen zwangen zwei große russische Schiffe und eine Fregatte die Franzosen erneut zum Rückzug. Schließlich besetzten die Franzosen im Spätsommer die Insel mit 900 Soldaten auf zahlreichen Schiffen. Doch nach einer Schlacht eroberten Russen und Montenegriner Korčula abermals. Erst nach dem Frieden von Tilsit im Juli 1807 übergaben die Russen die Insel an Frankreich. Diese blieben bis Februar 1813. Am 3. Februar ergab sich die Garnison den Briten unter Thomas Fremantle, die Schiffe Apollo und Imogene lagen vor der Insel Vrnik, vor Anker. So endete auch dort, vor Lumbarda, am 4. Februar 1813 die Franzosenzeit.
Britische Einheiten übernahmen die Insel und blieben bis 1815; sie schlossen mit den Inselbewohnern einen Vertrag, durch den Korčula den Status eines Protektorats erlangte. Fremantle unterhielt gute Beziehungen zu den Honoratioren der Stadt Korčula und ließ den Westhafen ausbauen. Unter dem Kommando von Peter Lowen, der Fremantle folgte, wurde eine neue Hafenanlage gebaut, dann entstand die halbkreisförmige Terrasse mit Steinbänken an der neu gebauten Straße nach Lumbarda. Auch entstand unter den Briten der runde Turm forteca auf dem Hügel von Sveti Vlaho, auch Kuli Forteci, Fort Wellington oder Englischer Turm genannt, errichtet 1813. Die Briten übergaben den Österreichern nach dem Wiener Kongress die Insel am 19. Juli 1815.

### Österreich-Ungarn (1815/1867–1918)

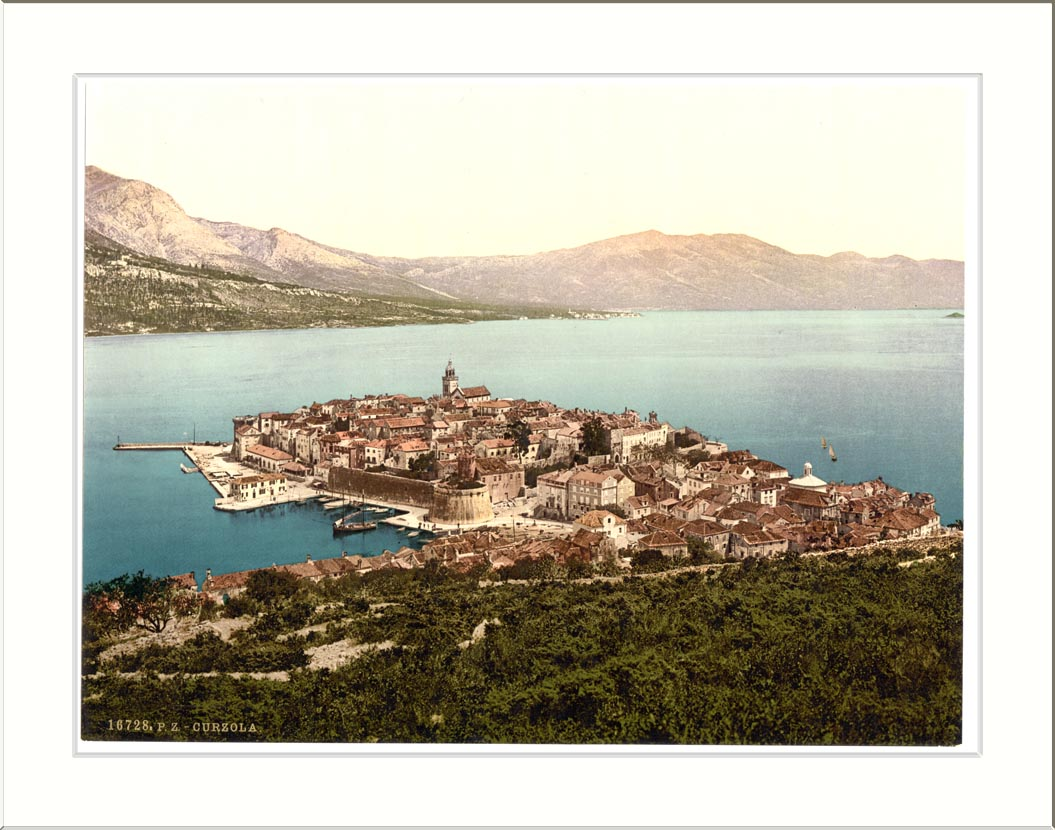
Curzola in österreichischer Zeit, 19. Jahrhundert

In den 1830er Jahren schätzte man in Wien die Lage auf den Inseln als eher rückständig und unentwickelt ein. Dabei berichtete der seinerzeitige Gouverneur erstmals aus eigener Anschauung – frühere Berichte waren aus den Akten angefertigt worden – und minutiös über die wirtschaftlichen Verhältnisse, die er auf seinen Reisen in den Jahren 1832 bis 1834 angetroffen hatte. Dabei nahm er die Kargheit der Inseln wahr, deren Bewohner die Wälder angeblich abgeholzt hatten, um den Türken den Unterschlupf zu erschweren (S. 70), er erkannte aber auch die Entwicklungsmöglichkeiten Dalmatiens und die wirtschaftlichen Vorteile für die Monarchie. So fand er auf „Curzola […] einen sehr bedeutenden Steinbruch und auch viele Steinmetze in der Arbeit beschäftiget“ (S. 146), der Gesamtwert der Ausfuhren von der Insel belief sich auf 40.780 Gulden (S. 157). Im Westen der Insel beschreibt er einen See zwischen Vela Luka und Blatta, der gelegentlich austrocknete, was Getreideanbau ermöglichte – ansonsten fänden sich reichlich Fische in dem See, „der alle Jahre durch unterirdische Schlünde, die das Wasser aussprudeln und auch durch Zusammenfluß des Wassers von den nahen Bergen, bald mehr, bald weniger überschwemmt“ werde (S. 85). Lobend hebt er Curzola hervor, wo die Ebenen „schön und fleißig bearbeitet“ würden (S. 98), auch seien dort Straßen angelegt worden (103), wie er überhaupt die Wirtschaftstätigkeit der Curzolaner lobt (105), ebenso wie die großen Kiefernwälder (131). Die Schakale, von denen er gehört hatte, bekam er nicht zu Gesicht (138). Hirsche, Rehe, Schwarzwild gab es keines mehr, da das ganze Volk in Dalmatien bewaffnet und die Jagd ganzjährig erlaubt wäre (137). Prätor auf Curzola war zu dieser Zeit Francesco Ulm (S. 204, Anm. 837). Auf Beschwerden von Curzolanern veranlasste der Gouverneur, dass die Fischer besseres Salinensalz erhielten; auch ließ er den Salzschmuggel durch „Kriegsfahrzeuge“ unterbinden (S. 272).
Allerdings behinderte Österreich den Handel durch neue Zollschranken, führte erst 1856 das österreichische statt des venezianischen Systems der Maße und Gewichte ein, und die ländlichen Verhältnisse tendierten weiterhin zu halbfeudalen Zuständen. Die Fischerei und die Gewinnung von Stein stagnierten ebenfalls. Nur Schiffbau und Seefahrt prosperierten weiterhin. Daher setzten die Bewohner auf Selbsthilfe und gründeten entsprechende Vereinigungen. So entstand auf Curzola 1864 die Cassa di mutuo credito, um lokale Kreditvergaben zu ermöglichen. Diese Kredit- und Pfandsparkasse bestand bis 1921.

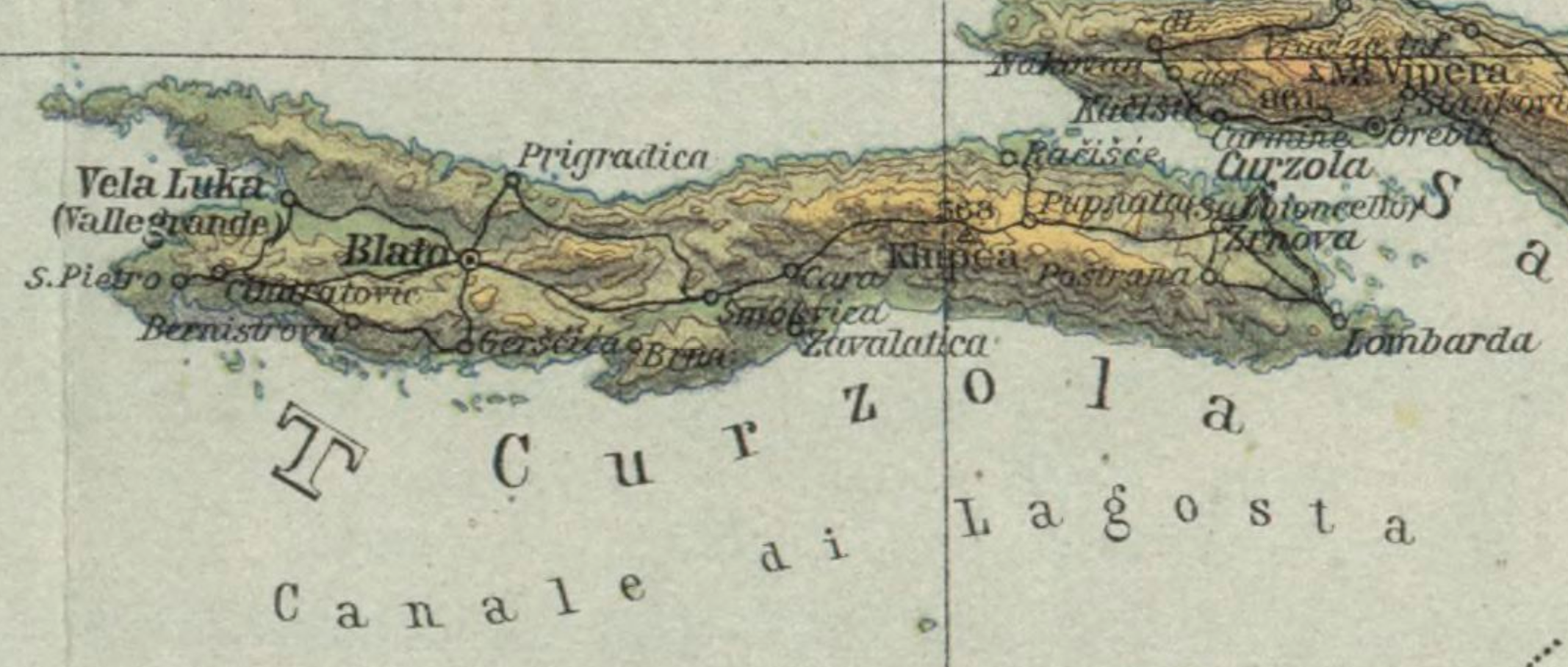
Die Insel Curzola, Ausschnitt aus einer Generalkarte von 1913

Die Österreicher förderten die italienische Zuwanderung, so dass im Jahr 1910 auf der Insel 416 Italiener lebten, allerdings fast ausschließlich im Hauptort, der zu dieser Zeit 2.157 Einwohner zählte. Schon 1880 waren von den 1.646 Einwohnern der Stadt allein 472 Italiener.
Dabei unterstützte die autonome Partei den Verbleib bei Österreich und lehnte den Anschluss an Kroatien ab. Ihre Unterstützer waren Offiziere und Verwaltungsbeamte. Die Illyrische Volkspartei hingegen war von nationalistischem Gedankengut geprägt. 1841 besuchte Ljudevit Gaj, Begründer des kroatischen Schriftwesens, die Insel, um dort einige Bücher zu hinterlassen. Matija Kapor, zu dieser Zeit Podestà der Insel, schenkte ihm ein Exemplar einer Chronik. In den 1860er Jahren erstarkte die Bewegung für den Anschluss an Kroatien. Ab 1863 erschienen regelmäßige Zeitungsnachrichten in der Sprache der Volkspartei auf der Insel.
Als 1870 die Volkspartei im Parlament Dalmatiens, dem Sabor, die Mehrheit gewann, und nachdem die Inselbewohner geholfen hatten, die italienische Flotte 1866 bei Vis zu besiegen, änderte sich das Klima. Der Bürgermeister der ersten kroatischen Gemeinschaft auf Korčula, zugleich Führer der Volkspartei, Rafo Ameri, begrüßte 1875 den Kaiser auf der Insel in kroatischer Sprache. Anlässlich dieser Reise erschienen weitere Publikationen. Der Hauptort hatte einer dieser Veröffentlichungen zufolge ein „Unter-Realgymnasium, 2 Volksschulen und ein Armenhaus“. Der Stadt gegenüber, auf der Klippe La Badia, fand sich ein Franziskanerkloster, errichtet zwischen 1393 und 1420. Das Städtchen zählte zu dieser Zeit 4.763 Einwohner, von denen 1.992 in der Stadt lebten, die übrigen „in 4 Dörfern mit 4 kath. Curatstationen und 2 Volksschulen“. Hervorgehoben wurde der Pečeno-Wein. Die Gemeinde Blata zählte „5.804 Bewohner, wovon 3.415 im genannten Flecken, die übrigen in 3 Dörfern mit 4 kath. Curatstationen und 5 Volksschulen“. Eine andere nennt darüber hinaus nur Curzola als Heimat „des berühmten slav. Lyrikers Pietro Kanavelić“, entspricht aber ansonsten fast wortgenau der anderen Veröffentlichung. Kanavelić (1637–1719), der auf Korčula zur Welt gekommen war, galt als bedeutendster Dichter in kroatischer Sprache, schrieb aber genauso gut auf Italienisch; außerdem vertrat er seine Gemeinde ab 1673 in Venedig. Im Hauptort wurde eine Schule nach ihm benannt.
Die Pelješacer Seefahrtgesellschaft in Orebić (Associazione Marittima di Sabioncello), 1865 gegründet, verschaffte dem örtlichen Schiffbau internationale Anerkennung. Doch eine mangelhafte industrielle Infrastruktur, dazu Pflanzenkrankheiten wie der aus Amerika kommende Tabakblauschimmel, schadeten dem Weinbau schwer. Erst mit dem österreichisch-italienischen Abkommen von 1902 fielen die Zölle, so dass nun Wein, vor allem aus Vela Luka, wieder ausgeführt werden konnte.
Der Brockhaus gibt für das Jahr 1890 genau 16.160 Einwohner an; die „Mauleselzucht“ wird als bedeutend angegeben, auch lebte dort noch der Schakal. Um 1900 hatte die Insel bereits 17.377 Einwohner, von denen die meisten in der Gemeinde Curzola (6.485 Einwohner) oder dem Markt Blatta lebten (7.337 Einwohner).
Als 1912 das erste Hotel, das De la Ville eröffnet wurde, beschleunigte sich die bereits Ende des 19. Jahrhunderts einsetzende Entwicklung des Tourismus. Kurz vor dem Ersten Weltkrieg erschien der erste Reiseführer. Bis zum Beginn des Krieges landeten zahlreiche Passagierschiffe aus Triest, Rijeka und Venedig im Hafen von Korčula.
1912 verlor das Italienische seinen Status als Rechtssprache. 1925 zählte man nur noch 140 Italiener, von denen nur 41 aus Italien stammten. Nach 1943 blieb fast kein Italiener mehr auf der Insel. 2011 gaben nur noch fünf Bewohner Italienisch als Muttersprache an.

### Italien (1918–1920), Jugoslawien (ab 1921), Besatzungszeit und Widerstand (1941/1943–1944), Internierungslager

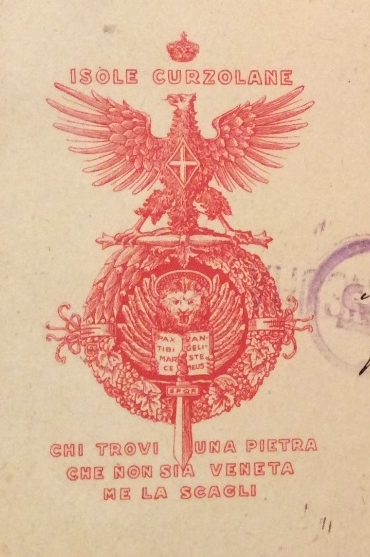
Postkarte von 1920 in italienischer Sprache, in der die venezianische Zugehörigkeit beschworen wird: „Isole Curzolane [Wappen] Chi trovi una pietra / che non sia veneta / me la scagli“ (sinngemäß: Wer einen Stein findet, der nicht venezianisch ist, der werfe ihn mir zu)

Nach dem Ersten Weltkrieg kam Curzola am 15. November 1918 zusammen mit seinen Nachbarinseln an Italien (bis zum 12. November 1920), kam dann wieder für zwei Jahrzehnte an das Königreich Jugoslawien. Bereits 1935 kam es zur Bildung einer profaschistischen Regierung in Jugoslawien. Um den Gegensatz zwischen Serben und Kroaten zu entschärfen, wurde 1939 die Kroatische Banschaft gegründet.
Während des Zweiten Weltkriegs kam es auch auf Korčula zu Partisanenkämpfen. Durch den deutschen Balkanfeldzug war das Land und damit die Inseln 1941 vollends in Abhängigkeit vom faschistischen Regime geraten. In diesem Jahr fielen die Inseln an Italien unter Mussolini. Die Insel wurde vom 6. April 1941 bis zum 13. September 1944 für dreieinhalb Jahre nochmals italienisch.

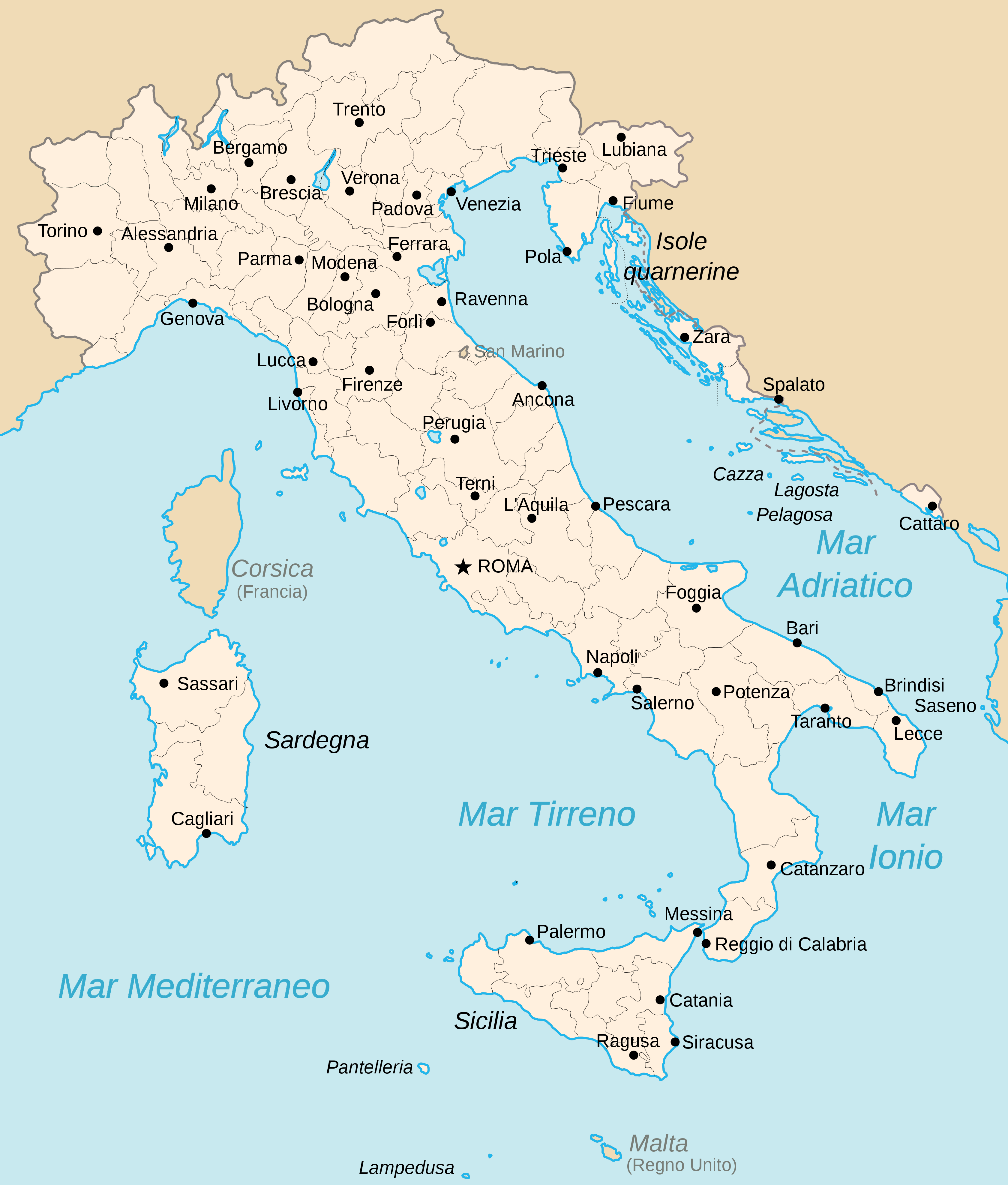
Italien 1941

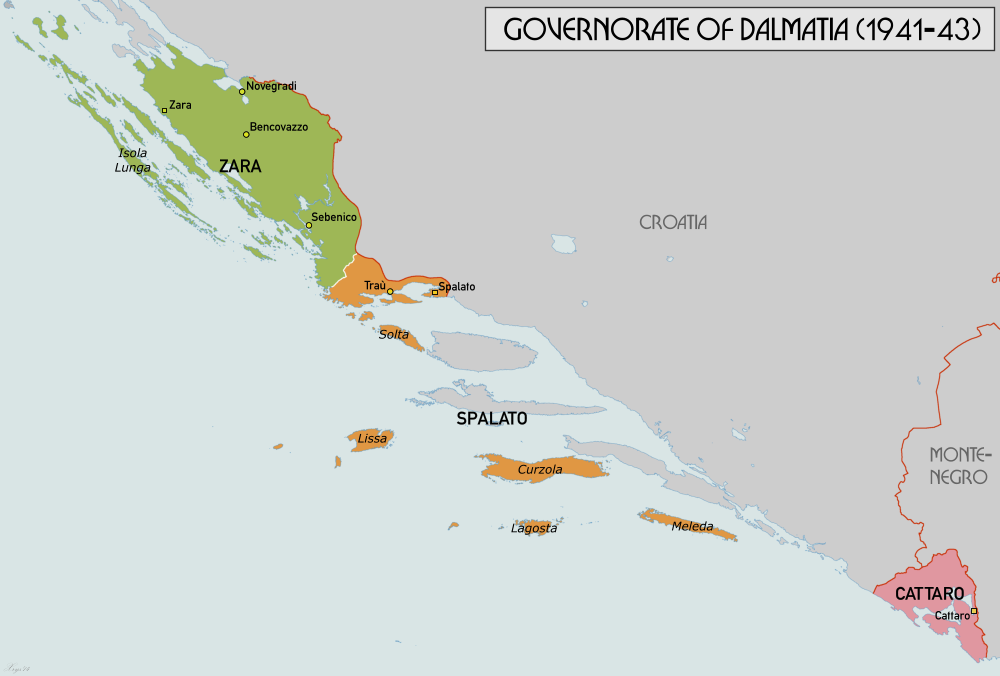
Gouvernement Dalmatien 1941–1943

Im November 1942 entstanden auf Mussolinis Befehl auf Korčula zwei Internierungslager für jüdische Flüchtlinge aus dem italienisch besetzten Kroatien, nämlich in Curzola und Vallegrande (Vela Luka). Bereits Ende Dezember 1941 befanden sich 1.095 Gefangene auf der Insel, jedoch lebten die Internierten unter „freier Konfinierung“. Die hohe Zahl an Flüchtlingen hing damit zusammen, dass die italienischen Gebiete auf dem Balkan, im Gegensatz zu den deutschen, als vergleichsweise sicher galten. Selbst als zwischen Mai und Juli 1943 alle Sammellager aufgelöst wurden, bestand nur das Lager auf Korčula fort. Am 20. November 1941 waren die ersten 50 Juden auf der Insel angekommen, sie wurden auf Privathäuser verteilt, ebenso wie die insgesamt 740 Juden, die am 15. Dezember 1941 gezählt wurden. Wie viele Menschen dort bis zur italienischen Kapitulation verblieben, ist unklar. Ab November 1942 wurden die Regeln strikter, nachts mussten die Gefangenen im Lager sein. Im Januar 1943 waren 534 Internierte, im August 1943 noch 506 Juden dort gefangen; bis November 1942 unterstützten sie die Bewohner in Valgrande bei der Landarbeit. Insgesamt blieb die Insel „a remarkable oasis of safety in Europe“, wie Bojan Aleksov 2021 vermerkte.
Schon 1933 war der Maler Richard Ziegler mit seiner Frau auf die Insel geflohen. In den folgenden Jahren entstand dort eine Künstlerkolonie mit Autoren wie Antonio Eger und Leo Glauss oder Alexander Sacher-Masoch, aber auch von Malern wie Walter Höffner, Eduard Ehrental und Maria Strauss oder der Schriftstellerin Dinah Nelken und ihrem Ehemann Heinrich Ohlenmacher. Allerdings lebte auch der Nazipropagandist Douglas Chandler sieben Jahre von 1933 bis 1940 auf der Insel. In Vallegrande entstand 1937 eine Fischereischule für Juden, die in Palästina dem entsprechenden Gewerbe nachgehen sollten. Vertreter der jüdischen Gemeinde von Curzola war Heinrich Levi, der aus Sarajevo stammte; in Vallegrande übernahm diese Aufgabe der aus derselben Stadt stammende Josef Maestro. Als die italienischen Behörden versuchten, den Nachschub für die Partisanen zu unterbinden, durfte nur noch das jüdische Boot fahren, so dass sich die dortigen Schüler mit Überfahrten Geld verdienen konnten. Die sephardischen Juden aus Serbien und Bosnien waren dabei kulturell ganz anders geprägt, als die aschkenasischen aus Österreich, Deutschland und der Tschechoslowakei. Unter den zahlreichen Musikern der Insel war Bruno Bjelinski, der die meisten Partisanenlieder komponierte. Die Musiker waren besonders wichtig, da Radios konfisziert worden waren und die Musik die sozial und kulturell sehr unterschiedlichen Menschen verband. Die Postboote aus Split kamen täglich und ihre Ankunft stellte ein zentrales Tagesereignis dar. Auch erreichten die Insel so die Nachrichten von der Vernichtung der europäischen Juden. Trotz deutschen und kroatischen Drucks weigerte sich die Provinzregierung in Zadar, die Juden der Insel zu deportieren.

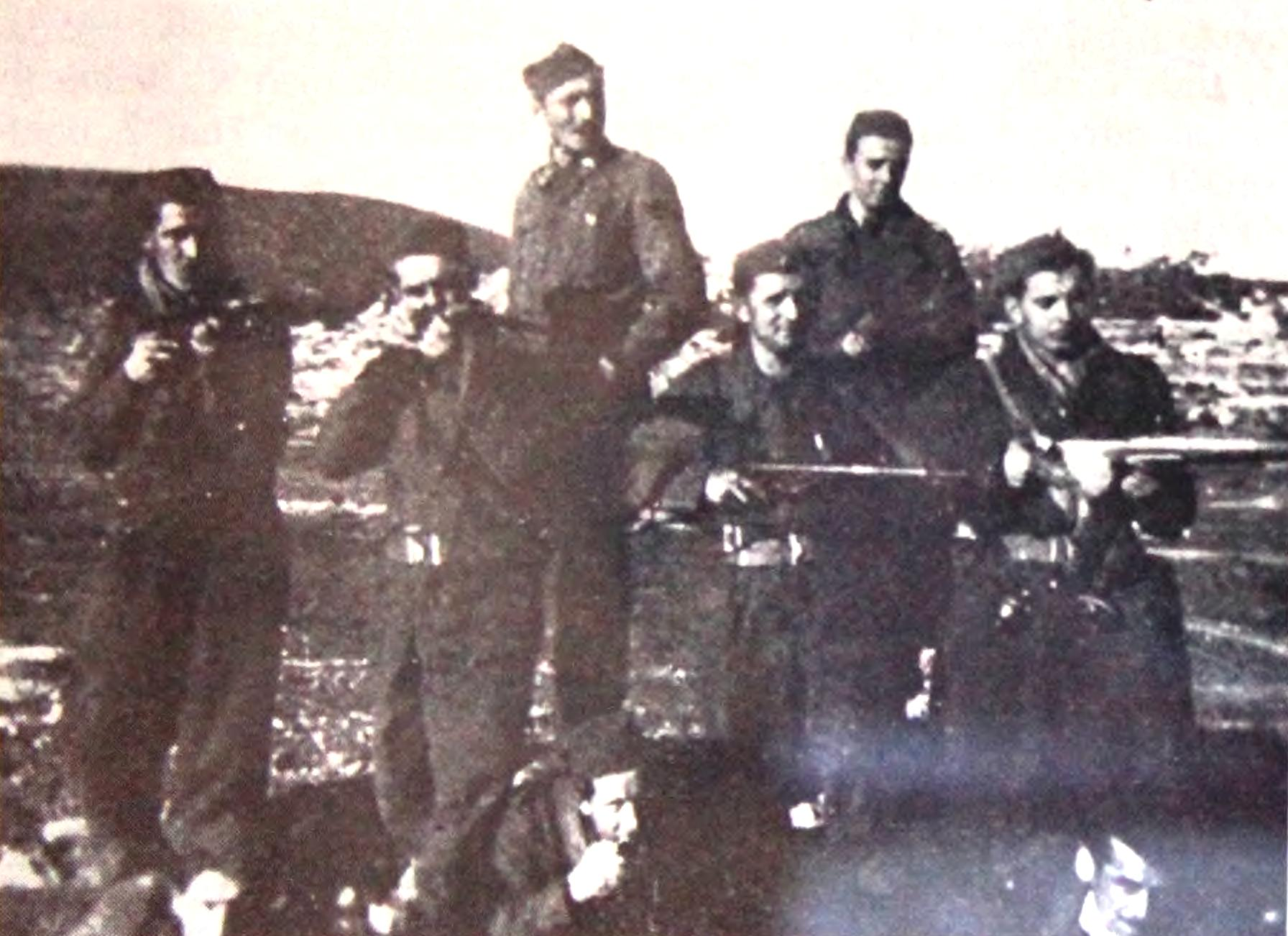
Partisanen der 1. prekomorske brigade, der 1. Überseebrigade, auf Korčula, aufgenommen vor Beginn der Kämpfe im Dezember 1943 (Srečko Vilhar, Albert Klun: Prva in druga prekomorska brigada, Nova Gorica 1967, S. 300)

Anfang 1942 begannen Partisanen mit Angriffen auf die italienischen Besatzer. Vor allem die Sepharden aus Vela Luka unterstützten sie, der erste von ihnen war Mirko Rosenberg, ein Student aus Osijek. Die Zurückgebliebenen wurden in den Hauptort deportiert. Während jedoch Curzola als sicher galt, wurden zum Schutz vor Verfolgung 3.000 Juden nach Rab verbracht. Die Juden auf Curzola wussten wenig von den Partisanen, außer dass einer ihrer Führer Moše Pijade war. Im März 1943, als die Partisanenaktivitäten verstärkt wurden, gingen auch die Italiener zu Exekutionen über, etwa von vier Männern in Lumbarda einschließlich des Bildhauers Ivo Lozica. Vier Monate lang folgten nun Angriffe und Gegenangriffe. Viktor Morpurgo versicherte den Polizeikommandanten Giuseppe Gaetano der Loyalität der Internierten. Dieser versprach, sie zu schützen, solange sie neutral blieben. Als sieben Carabinieri zu Tode kamen, erschossen die Italiener im Gegenzug zehn Landleute und drei junge Juden (23.–25. Juni 1943). Doch endete die Eskalation vorläufig mit dem Sturz Mussolinis.
Vier Tage nach der Kapitulation Italiens am 8. September 1943 übernahmen die Partisanen am 12. September die Insel, wobei dies von den Internierten begrüßt wurde. Sogar einige Soldaten – den übrigen war erlaubt worden, die Insel ohne ihre Waffen zu verlassen – unterstützten nun die Partisanen. Als deutlich wurde, dass Hitler eine Eroberung auch der Insel vorgesehen hatte, sollten die Juden in Sicherheit gebracht werden. Auf einem Schiff für 100 Passagiere wurden 280 Menschen untergebracht.
Nun zerstörten Partisanen zahlreiche Werke aus venezianischer Zeit, vor allem die Markuslöwen, auch wenn Kunsthistoriker versuchten, dies zu verhindern. Ein Opfer der Partisanenwut wurden auch Eduard Ehrenthal und seine Frau, die im Schiffbau vermögend geworden waren.

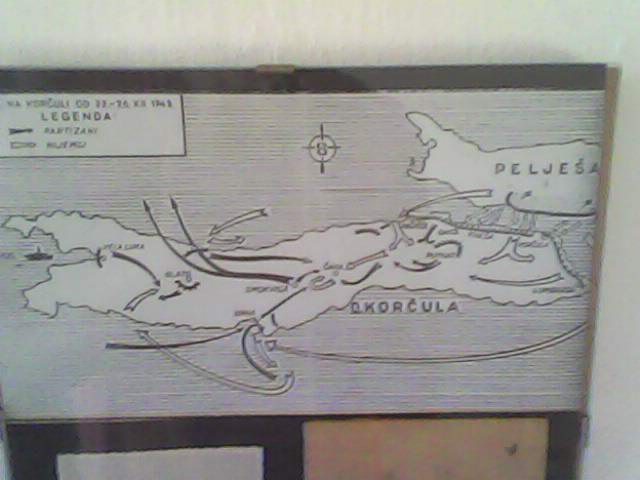
Schematische Darstellung der Bewegungen deutscher Einheiten (weiße Pfeile) und derjenigen der Partisanen (schwarze Pfeile)

Im November 1943 begannen die Deutschen Truppen auf der Halbinsel Pelješac zu sammeln. Die Partisanen brachten 3.000 Menschen nach Süditalien in Sicherheit. Im Dezember waren nur noch 84 jugoslawische und vier österreichische Juden auf der Insel, darunter Sacher-Masoch und Milica Leitner. Erst als die Deutschen den Hauptort am 23. Dezember 1943 eroberten, flohen auch sie nach Italien. 22 der evakuierten Juden schlossen sich in Bari antifaschistischen Einheiten an (von ihnen starben 15 im Kampf). Schon im November waren andere Juden als Partisanen auf die Insel gebracht worden.
Die deutschen Besatzer versuchten durch Abbrennen der Olivenhaine die Bevölkerung der Insel von der Unterstützung ihrer Gegner abzubringen. Im Zuge der Operationen „Herbstgewitter I und II“ vom 23. Oktober bis Dezember 1943 griff das SS-Freiwilligen-Gebirgsjäger-Regiment 13 zunächst die Partisanen auf den Inseln an, wobei es vor allem auf der Halbinsel Pelješac zu heftigen Kämpfen kam. In der zweiten Operation sollten diejenigen Partisanen auf Korčula getötet werden, die die erste Operation überlebt hatten. Bei den Kämpfen starben 500 Partisanen von der Insel und weitere 600, die von außerhalb gekommen waren. Davon wurden allein 220 hingerichtet. Zur Bekämpfung der Partisanen wurde 1944 auch die 392. (kroatische) Infanterie-Division eingesetzt. Zu einem Massaker durch italienische Soldaten an etwa 30 Zivilisten kam es darüber hinaus im Juli 1943. Nun flohen weitere 5.000 Inselbewohner in den Süden Italiens, um von dort auf den Sinai verbracht zu werden, wo sie bis März 1946 blieben. Die Juden von Korčula verteilten sich auf Israel und Amerika, manche blieben in Italien.

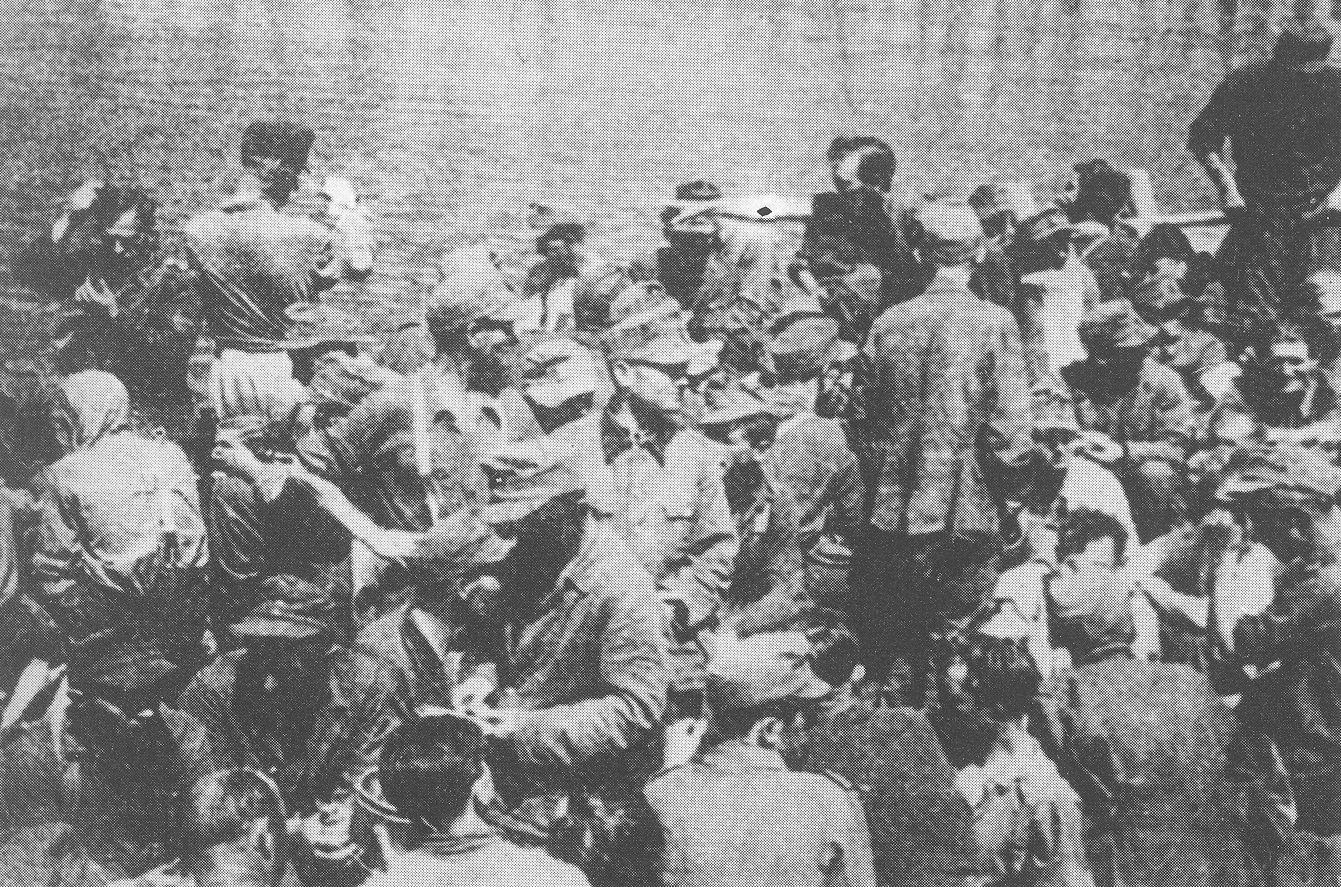
Deutsche Kriegsgefangene, April 1944

Anfang 1944 drangen neue Partisaneneinheiten über den Westen der Insel, unterstützt von Alliierten, gegen die Besatzer vor und eroberten die Insel. Im April 1944 wurden die 450 bis 500 Männer der Garnison gefangen genommen.
Nach dem Krieg entstand beim Franziskanerkloster ein Hospital für mehrere Hundert verletzte Partisanen. Die Leitung hatten sieben Männer inne, darunter mehrere Juden. Sie beschafften Medikamente aus der Schweiz. Insgesamt starben 987 Bewohner der Insel während des Kriegs. Von den 37 Juden, die als Partisanen kämpften, überlebten nur 10. Immerhin rund 700 Juden überlebten dank der Insel und ihrer Bewohner den Völkermord.

### Nachkriegszeit, Tourismus, sinkende Bevölkerungszahlen
In den Jahren 1963 bis 1974 fand auf Korčula mit der „Sommerschule“ der Praxis-Gruppe einmal jährlich eine international beachtete unorthodox-marxistische Konferenz statt.
Ähnlich wie in ganz Kroatien, so ging auch auf Korčula die Zahl der Bewohner zurück. Zählte man 2001 noch 17.038 Einwohner, so sank ihre Zahl bis 2011 auf 15.522, bis 2021 auf 14.857. Die Ergebnisse der Volkszählungen von 2001, 2011 und 2021 ergaben für die fünf Gemeinden von West nach Ost folgende Ergebnisse: Vela Luka (42,85 km²): 4.380, 4.137 und 3.772; Blato (62,37 km²): 3.680, 3.593, bzw. 3.330 (Siedlung); Smokvica (43,69 km²): 1.012, 916, 868. Anders entwickelte sich hingegen die Gemeinde Lumbarda (11,50 km²) im Osten, dessen Einwohnerzahl fast unverändert blieb (1.221, 1.213, 1.209), im Gegensatz wieder zur Gemeinde Korčula (110,0 km²) mit 5.889, 5.663, 5.415 Einwohnern (zu ihr gehören neben der Inselhauptstadt mit einer Fläche von 4,94 km² und 3.126, 2.856 bzw. 2.659 Einwohnern, die beiden Siedlungen Čara und Žrnovo).
Auf der Ebene der Siedlungen ergibt sich ein ähnliches Bild: Čara (34,32 km²): 566, 616, 595, Pupnat (33,42 km²): 433, 391, 381; Račišće (5,66 km²): 468, 432, 379; hingegen Žrnovo (33,95 km²): 1.296, 1.368, 1.401, dessen Einwohnerzahl als einzige weiter steigt.

## Kultur

### Alltagskultur, Kindergärten und Schulen, Universitätscampus (seit 2020)
Eine Reihe von Kulturelementen, die die Insel seit langer Zeit prägen, ist noch immer Teil der Alltagskultur. Dazu zählt der Dialekt von Korčula, die Schwerttänze (moreška und kumpanija), die Gilden, die bis in das Mittelalter zurückreichen, aber auch überlieferte Gesänge und die Küche der Insel.

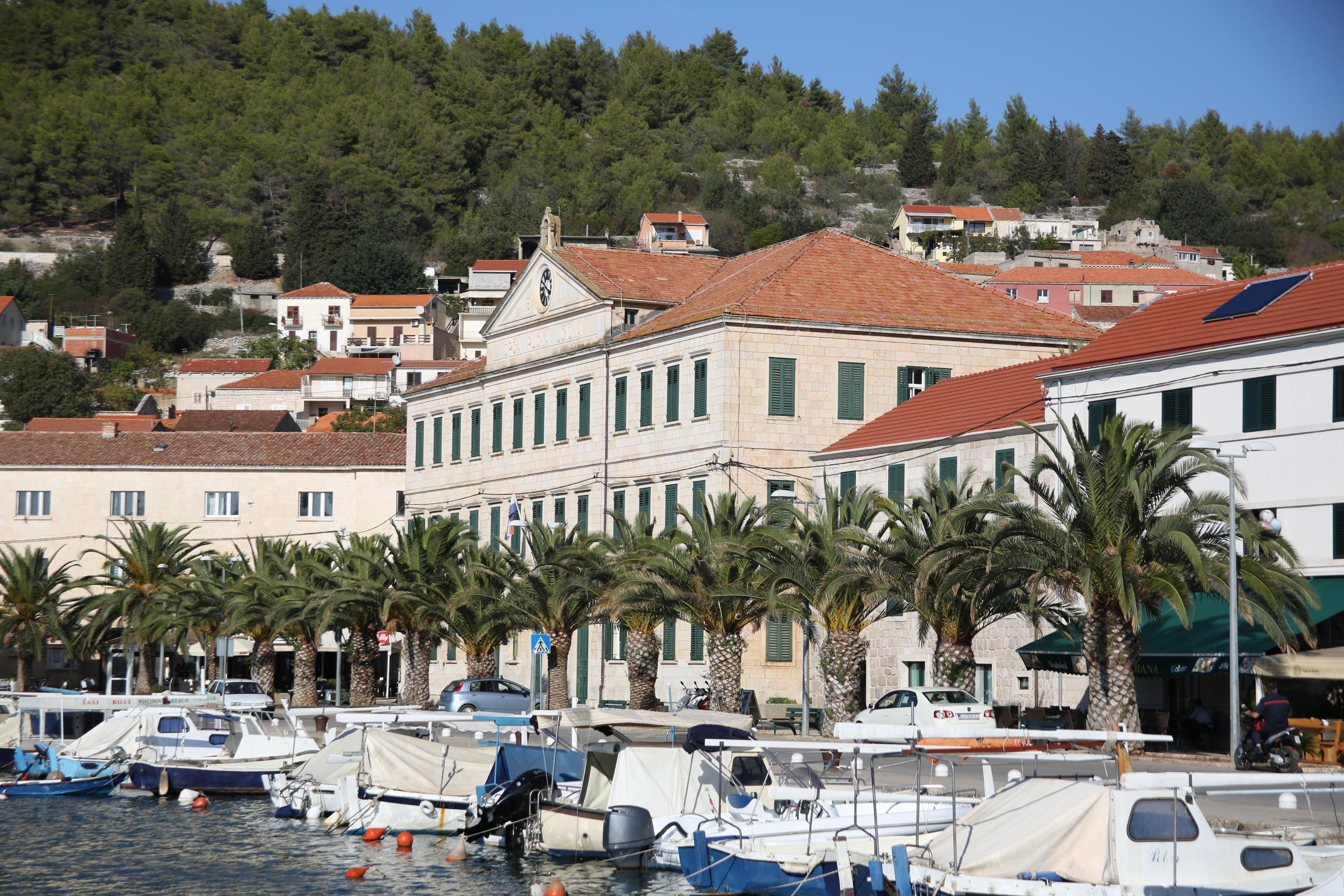
Grundschule in Vela Luka

Im Hauptort befinden sich zwei Kindergärten, nämlich der Dječji vrtić Korčula. sowie der katholische, von Dominikanerinnen 2002 gegründete Dječji vrtić Anđeli Čuvari. In der Dr. Ante Starcevica befinden sich eine Grund- und eine weiterführende Schule in einem 1973 errichteten Gebäude. Die erste Schule erscheint in den Quellen im Jahr 1402, die Volksschule entstand 1789; sie ist nach dem Barock-Schriftsteller Petar Kanavelić (1637–1719) benannt.
2020 unterzeichneten die Universität Dubrovnik und die Stadt Korčula ein Abkommen zur Gründung der ersten Universität auf einer Insel in der Adria. Zunächst sollte ein Campus entstehen, mit den Schwerpunkten Nautische Studien, Schiffbau und Touristik.

### Archive, Museum
Mit dem Arhivski sabirni centar Korčula-Lastovo in der Ortschaft Žrnovo befindet sich auf der Insel eine Außenstelle des Staatsarchivs Dubrovnik, die für Lastovo und Korčula zuständig ist, meist mit Beständen des 19. und 20. Jahrhunderts. Dabei handelt es sich im Kern um ein Familienarchiv, nämlich das der Arneri, das die Zeit von 1327 bis 1899 umfasst; die Arneri erlangten auf Korčula bereits im 14. Jahrhundert den Status einer Patrizierfamilie. Das Archiv besitzt eine Bibliothek. Alle anderen Bestände der Insel zur venezianischen Zeit befinden sich in Archiven in Dubrovnik, Split und Zadar, bzw. Venedig.
Blato und Lumbarda besitzen gleichfalls Archive. Bei ersterem handelt es sich um ein Pfarrarchiv, dessen Bestände bis ins 16. Jahrhundert zurückreichen. Ein Pfarrarchiv besitzt auch Korčula, das auch ein Museum bietet. Die Bruderschaft der Kapelle Svih Svetih in Korčula verfügt über eine eigene Sammlung sakraler Kunst.

### Angebliches Geburtshaus Marco Polos
In Korčula ist das angebliche Geburtshaus Marco Polos zu besichtigen, eine sogenannte erfundene Tradition, die in Konkurrenz zu anderen Ansprüchen steht, wie etwa von Šibenik oder Blato.

### Sport
Die Wasserballer des Korčulanski PK, dieser Korculanski Plivacki Klub besteht seit 1930, wurden unter Trainer Duško Antunović 1979 Gewinner im 2003 abgeschafften Europapokal der Pokalsieger, nachdem sie im Vorjahr die jugoslawische Meisterschaft gewonnen hatten. Die Sportart, die auf der Insel immer noch hohes Ansehen genießt, soll seit 1926 auf der Insel ausgeübt werden.

### Reihen, Zeitschriften
- Zbornik otoka Korčule (Tagungen der Insel Korčula), 1970, 1972, 1973.
- Godišnjak grada Korčule (Jahrbuch der Stadt Korčula), bisher 15 Bde., 1996–2007, 2010, 2016.

### Überblickswerke
- Joško Belamarić: Osnutak grada Korčule, Ex libris, Zagreb 2005.
- Marinko Gjivoje: Otok Korčula, Zagreb 1969.

### Landschaft, Geographie, Geologie
- Igor Borzić: Arheološka istraživanja na Gradini svetog Ivana na otoku Korčuli, in: In situ: Godišnjak odjela za arheologiju = Yearbook of department of archaeology (2023) 102–107 (Ausgrabungen in der Gradina-Bucht, um 5000 v. Chr.).
- Sani Sardelić: Landscape history of Korčula, Croatia, in: Gloria Pungetti (Hrsg.): Island Landscapes. An Expression of European Culture, Routledge / Taylor & Francis, London / New York 2017, S. 59–64, ISBN 978-1-315-59011-0
- Ognjen Bonacci, Igor Ljubenkov, Snježana Knezić: The water on a small karst island: the island of Korčula (Croatia) as an example, in: Environmental Earth Sciences 66 (2012) 1345–1357. (academia.edu)

### Geschichte

#### Archäologie, Antike
- Igor Borzić: Uvala Gradina na otoku Korčuli u svjetlu podmorskih arheoloških nalaza, in: L. Bekić (Hrsg.): Jurišićev zbornik – Zbornik radova posvećenih uspomeni na Marija Jurišića, Hrvatski restauratorski zavod, Zagreb, S. 82–97.
- Dinko Radić, Igor Borzić: The island of Korčula: Illyrians and Greeks, in: Vjesnik za Arheologiju i Povijest Dalmatinsku 110 (2017) 303–325 (kroatisch / englisch) (Volltext online).

#### Mittelalter
- Josip Belamarić: Osnutak grada Korčule, Ex libris, Zagreb 2005 (Gründung der Stadt Korčula durch Marsilio Zorzi, † 1271).[73]
- Irena Benyovsky Latin: Topography of Power: Venice and the Eastern Adriatic Cities in the Century Following the Fourth Crusade, in: The City and History 10 (2021) 6–47, hier: S. 10–12, 20 („Count’s Palace“), 21 (Plan aus dem Turiner Staatsarchiv), 22, 28, 33, 35. (online)
- Fabian Kümmeler: Ländliche Gemeinschaften im venezianischen Dalmatien im Spätmittelalter – Lebenswelten und Gemeinschaftsvorstellungen auf Korčula im Vergleich (1420–1499), Dissertation. Wien 2017. (epub.oeaw.ac.at, PDF)
- Oliver Jens Schmitt: Storie d'amore, storie di potere. La tormentata integrazione dell'isola di Curzola nello Stato da mar in una prospettiva microstorica, in: Oliver Jens Schmitt, Uwe Israel (Hrsg.): Venezia e Dalmazia, (= Venetiana, 12). Viella, Rom 2013 / Centro Tedesco di Studi Veneziani, Venedig 2013, S. 89–109 (Integration in das venezianische Kolonialreich), ISBN 978-88-6728-010-0
- Oliver Jens Schmitt: Korčula sous la domination de Venise au XVe siècle. Pouvoir, économie et vie quotidienne dans une île dalmate au Moyen Âge tardif (Les Conférences du Collège de France, 1ère conférence: Les hommes et le pouvoir), Paris 2011 (books.openedition.org, Volltext), 2ème conf.: La terre (books.openedition.org, Volltext) und 3ème conf.: La mer (books.openedition.org, Volltext).
- Serđo Dokoza: Dinamika otočnog prostora. Društvena i gospodarska povijest Korčule u razvijenom srednjem vijeku, Split 2009 (erste Sozial- und Wirtschaftsgeschichte Korčulas, bis 1420).
- Vinko Foretić: Otok Korčula u srednjem vijeku do godine 1420, Zagreb 1940 (zur Geschichte der Insel bis 1420).
- Nicolo Ostoich, Nikola Ostoić: Compendio storico dell'Isola di Curzola, Woditzka, Zara 1878 (erstes Überblickswerk, vielfach veraltet). (books.google.de)
- Ermanno Orlando: Gli accordi con Curzola 1352–1421, Viella, Rom 2002.
- Fabian Kümmeler, Sascha Attia: Der Strafe zum Trotz: Gemeinschaft und Konflikt im venezianischen Dalmatien. Ein Blick auf Korčula im 15. Jahrhundert, in: Historicum. Zeitschrift für Geschichte (2012) 54–59 (epub.oeaw.ac.at online, PDF).
- Fabian Kümmeler: Kerbhölzer als Objekte materieller Kultur in den Kreditbeziehungen von Hirten im venezianischen Dalmatien des 15. Jahrhunderts, in: Das Mittelalter 27 (2022) 430–451.

#### Neuzeit, jüngste Geschichte

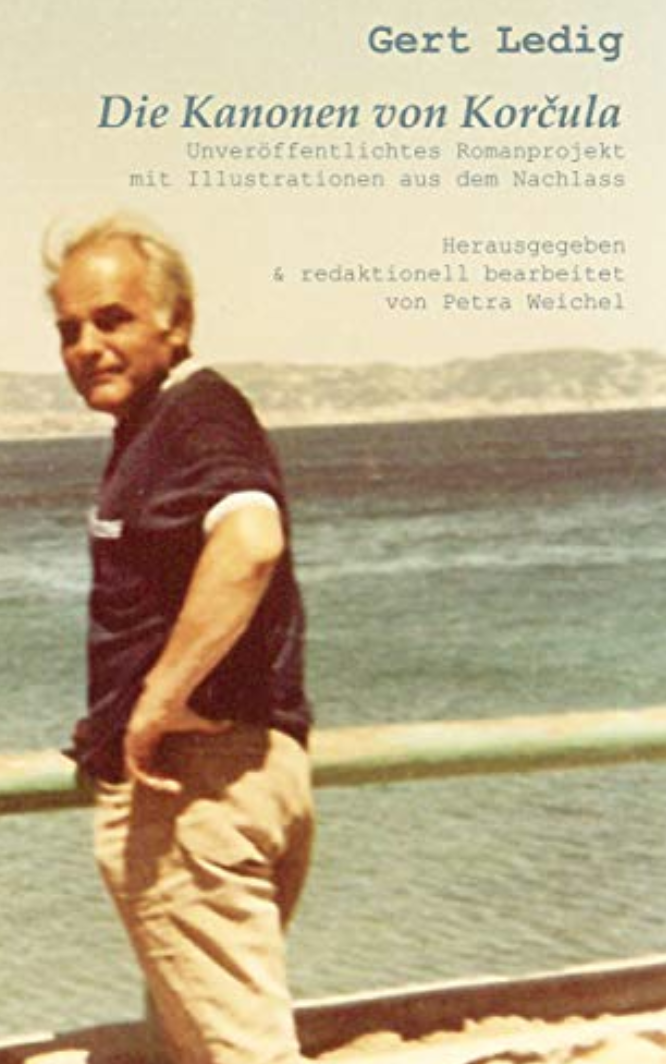
Titelblatt von Gert Ledig: Die Kanonen von Korčula, unveröffentlichter Roman, hrsg. von Petra Weichel, 2019

- Lena Mirošević, Josip Faričić: The Island of Korčula on Early Modern Maps / Otok Korčula na ranonovovjekovnim kartama, in: Kartografija i geoinformacije, 21 (2022) 98–124. (online)
- Aleksandar Mošić: Jews on Korčula, in: Aleksandar Gaon (Hrsg.): We survived. Yugoslav Jews on the Holocaust, Belgrad 2005, S. 208–222.
- Bojan Aleksov: Exile on Korčula, in: Jewish Literatures and Cultures in Southeastern Europe, Böhlau, 2021, S. 295–316. (academia.edu)
- Zvonko Maričić: Vela Luka od 1490. do 1834. Slike iz velolučke prošlosti, Vela Luka 1997 (Bilder von Vela Luka aus der Zeit von 1490 bis 1834).

### Kultur
- Petra Radojković: I resti linguistici romanzi nella terminologia marinara e peschereccia nella parlata odierna della citta di Curzola, Masterarbeit, Zadar 2017 (Spuren der romanischen Sprachen in der Seefahrer- und Fischerterminologie; die heutige Redeweise entstand erst ab Mitte des 19./Anfang des 20. Jahrhunderts). (online)

### Bibliographien
- Hanja Anić: Bibliografija o otocima Korčuli, Lastovu i Mljetu u časopisu Bullettino di archeologia e storia dalmata / Vjesnik za arheologiju i povijest dalmatinsku // Bibliography of the islands Korčula, Lastovo and Mljet in the journal Bullettino di archeologia e storia dalmata / Vjesnik za arheologiju i povijest dalmatinsku, Split 2010. (online)

### Ältere Werke
- Nicolò Ostoich: Compendio storico dell' isola di Curzola, Woditzka, Zadar 1878. (Google Books)